# Kubuntu
Kubuntu ist ein Derivat der Linux-Distribution Ubuntu, bei dem als Desktop-Umgebung KDE Plasma statt Gnome verwendet wird. Ubuntu bedeutet auf Zulu etwa „Menschlichkeit“ und bezeichnet eine afrikanische Philosophie. Das „K“ ist hierbei ein Präfix und steht für „KDE“.
Als Teil des Ubuntu-Projekts verwendet Kubuntu die gleichen zugrunde liegenden Systeme. Die Programmpakete werden daher aus den gleichen Repositories wie bei Ubuntu bezogen.
Kubuntu wurde bis Anfang 2012 von dem Unternehmen Canonical, das auch für die Entwicklung von Ubuntu verantwortlich ist, unterstützt. Die Entwicklung übernahm zum Mai 2012 bis 2015 das deutsche IT-Unternehmen Blue Systems, das dazu ehemalige Mitarbeiter von Canonical weiter beschäftigte.

## Geschichte

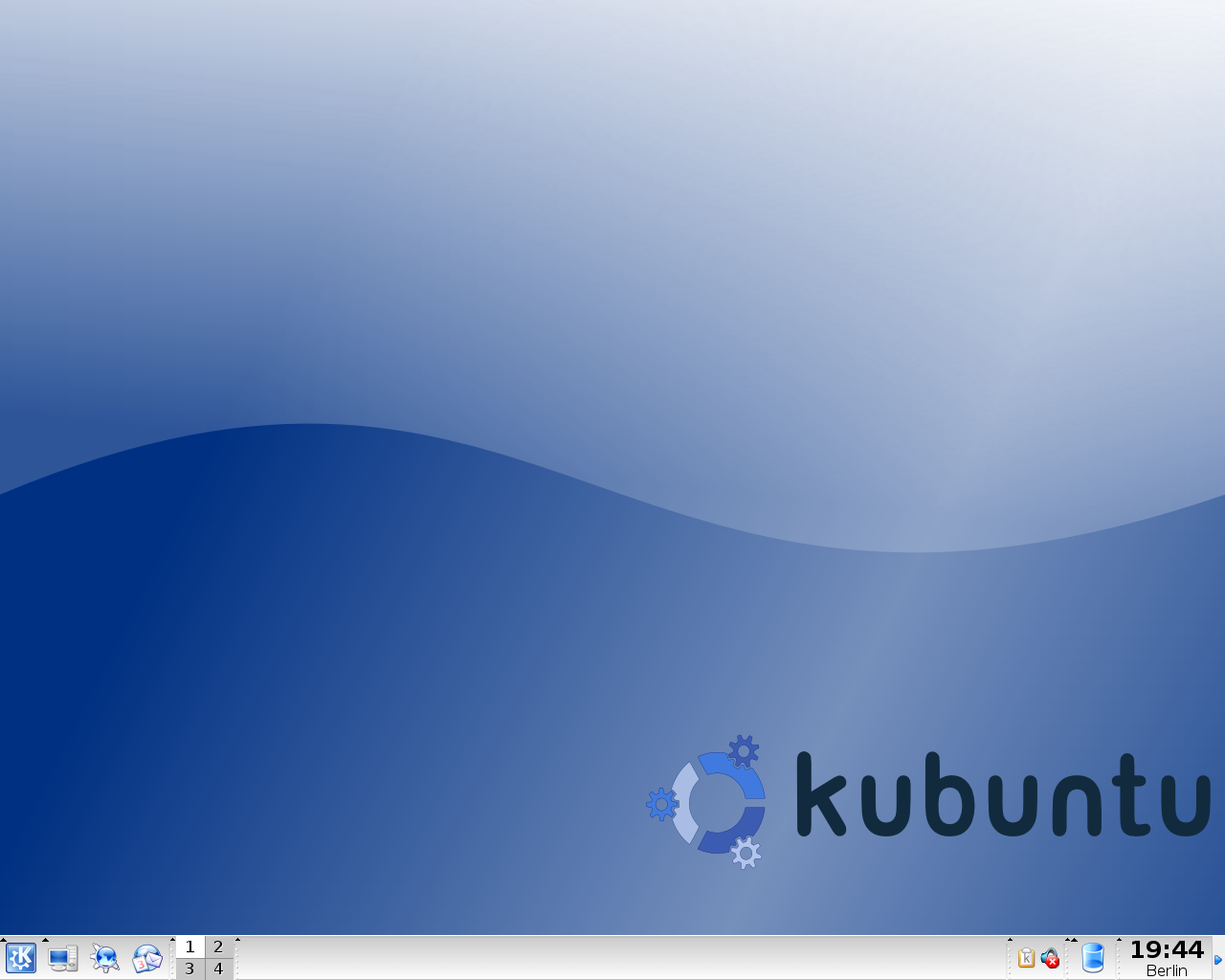
Kubuntu 5.04

In der ersten Ubuntu-Version (4.10) war das K Desktop Environment 3 (KDE) bereits enthalten und konnte lediglich nachinstalliert werden. Wegen der starken Nachfrage nach KDE wurde mit Version 5.04 eine Variante gestartet, die sich bis auf die Desktopumgebung nicht von dem normalen Ubuntu unterscheidet. Dies ist die erste Variante dieser Art und stellt einen Kompromiss zwischen dem Ziel der Redundanzvermeidung und der Bedienung von verschiedenen Interessen dar. Auf den allerersten Blick sind Ubuntu und Kubuntu zwei völlig unterschiedliche Systeme, dennoch basieren die beiden Systeme auf den gleichen Paketquellen.
Am Anfang wurde Kubuntu fast nur von einem Team Freiwilliger entwickelt, lediglich Jonathan Riddell war bei Canonical angestellt. Dies sorgte bei deutschen Entwicklern für Unmut. Nach dem ersten LTS-Release (6.06) wurde angekündigt, dass die KDE-Unterstützung den gleichen Status wie die für Gnome haben soll. Dies spiegelt sich zum Beispiel darin wider, dass es für Kubuntu einen kommerziellen Kundendienst durch Canonical gibt.
Kubuntu hat sich im Laufe seiner Entwicklung als Alternative zu Ubuntu etabliert. Im Jahr 2014 wurde die Meinung vertreten, Kubuntu habe „viele positive Eigenschaften von Ubuntu, wie die sehr einfache Installation und die hohe Stabilität“ übernommen und dabei jedoch auf „ungeliebte Details, die im direkten Zusammenhang mit Unity und der Produktphilosophie von Canonical stehen“ verzichtet. Kubuntu sei daher für Linux-Einsteiger interessant, empfehle sich aber auch für etablierte Linux-Anwender als Umstiegskandidat. Die Unity-Benutzeroberfläche wird seit 2017 auch von Ubuntu nicht mehr eingesetzt, welches wieder zu Gnome zurückgewechselt ist.
Canonical gab im Februar 2012 bekannt, dass Kubuntu nach der Version 12.04 LTS nicht mehr offiziell unterstützt wird. Alle folgenden Versionen werden den gleichen Status wie andere Derivate von Ubuntu haben, die Entwicklung wird nicht mehr finanziert, lediglich Infrastruktur wird zur Verfügung gestellt. In der Folge übernahm das deutsche Unternehmen Blue Systems ab dem Entwicklungszyklus der Version 12.10 die Finanzierung mehrerer Entwickler. Der Hauptverantwortliche Jonathan Riddell verlässt Canonical, arbeitet aber weiter Vollzeit für das Projekt. Die Finanzierung durch Blue Systems wurde jedoch 2015 eingestellt.
In der Version 15.04, die im April 2015 veröffentlicht wurde, setzt Kubuntu als eine der ersten größeren Distributionen die fünfte Generation der von KDE entwickelten Arbeitsplatzumgebung KDE Plasma 5 ein. Im Juni 2015 ist Jonathan Riddell aufgrund interner Unstimmigkeiten mit dem Gemeinschafts-Beirat Ubuntus als führender Entwickler vom Kubuntu Council zurückgetreten.

## Bestandteile
Die von KDE entwickelte Desktopumgebung bietet umfangreichere Konfigurationsmöglichkeiten als Gnome, was für einige Benutzer ein Vorteil, für andere aber als Nachteil angesehen werden kann. Zum Einsatz kam in den Versionen 8.04 bis 14.10 die KDE Software Compilation 4, als Nachfolger des K Desktop Environment, zusammen mit KDE-Anwendungen wie beispielsweise dem Audio-Player Amarok oder dem Brennprogramm K3b. Als Office-Paket dient – als einziges nicht auf KDE basierendes Anwendungsprogramm neben Firefox – LibreOffice. Ab Version 15.04 kommt KDE Plasma 5 als Desktop-Umgebung zum Einsatz.
Ab Version 10.10 bis inklusive 13.10 wurde statt des zur KDE Software Collection gehörenden Webbrowsers Konqueror standardmäßig der ebenfalls von KDE entwickelte Browser rekonq ausgeliefert. Mit Kubuntu 14.04 LTS wechselte man zurück zu Mozilla Firefox, da sich dieser besser mit Sicherheits-Updates über die lange Support-Dauer versorgen lässt. Als Pendant zum Ubuntu Software Center bzw. Synaptic fungieren auf Kubuntu ab Version 11.10 die im Wesentlichen hierfür entwickelten Muon Software Center und Muon Package Manager. Diese basieren auf einer eigenen Qt-basierten Schnittstelle für Apt (LibQApt).
Seit der im Oktober 2013 fertiggestellten Version 13.10 ersetzt Muon Discover als Standard-Paketsuche das vorherige Muon Software Center.

## Galerie

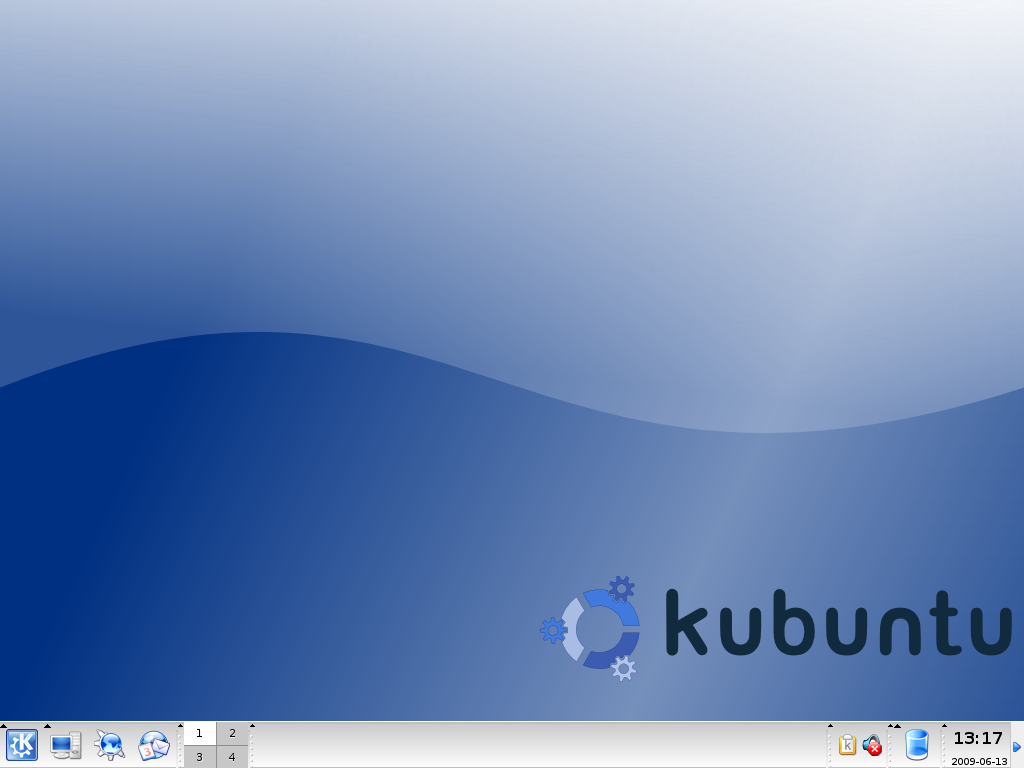
Kubuntu 5.04
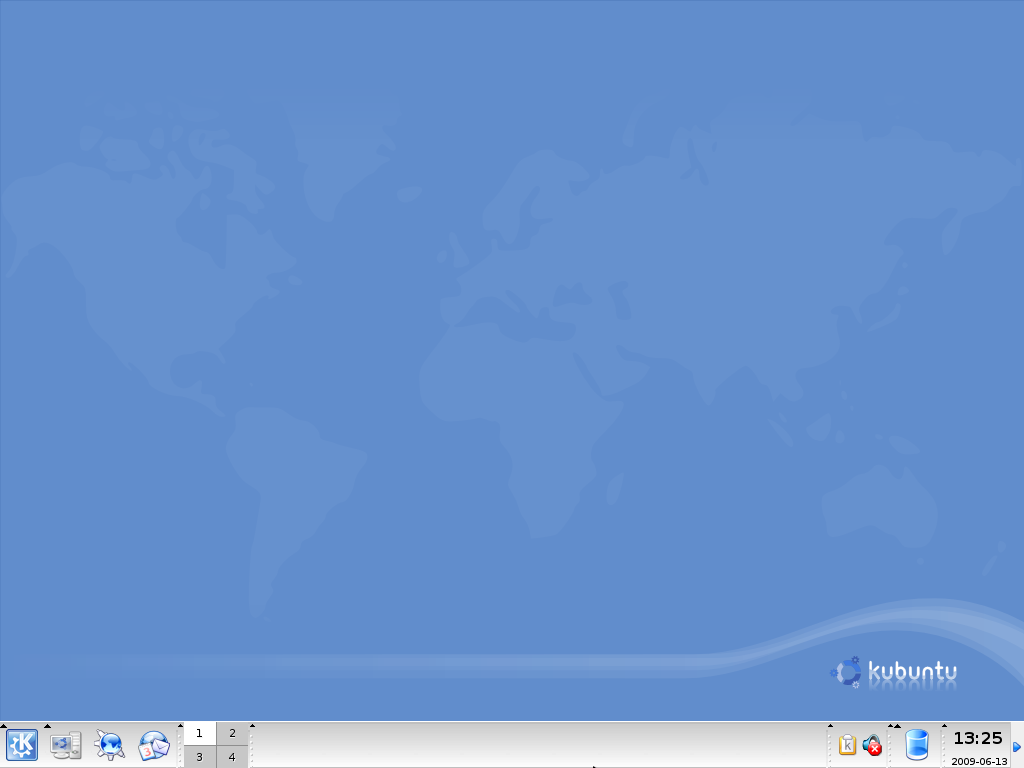
Kubuntu 5.10
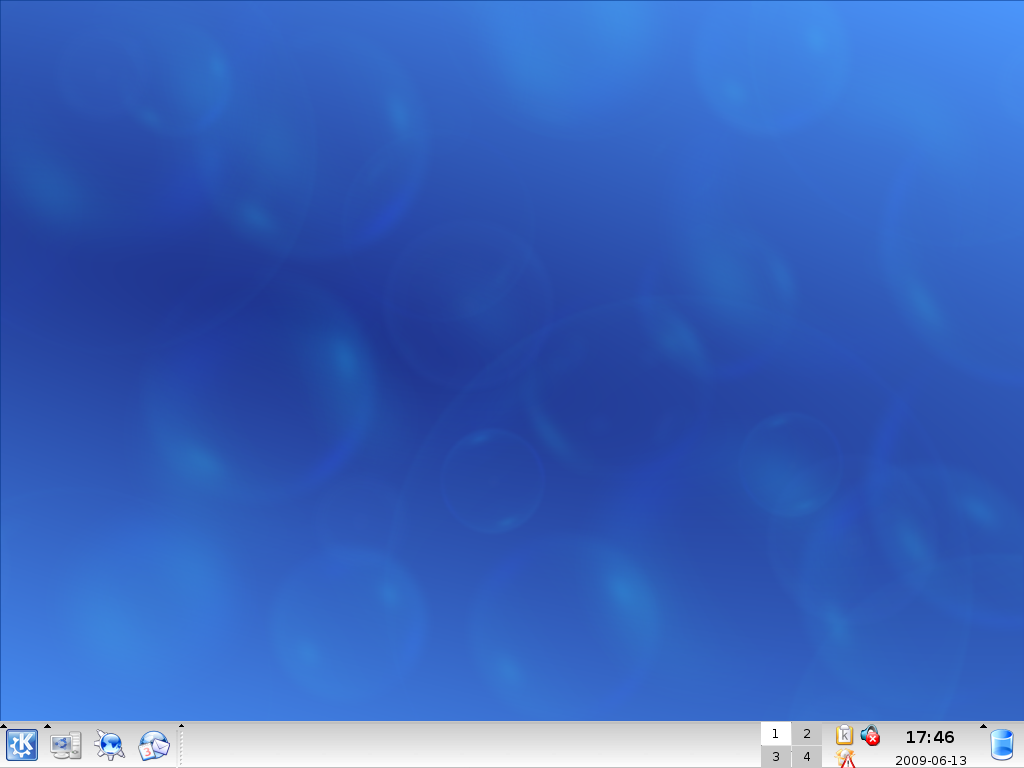
Kubuntu 6.06 LTS
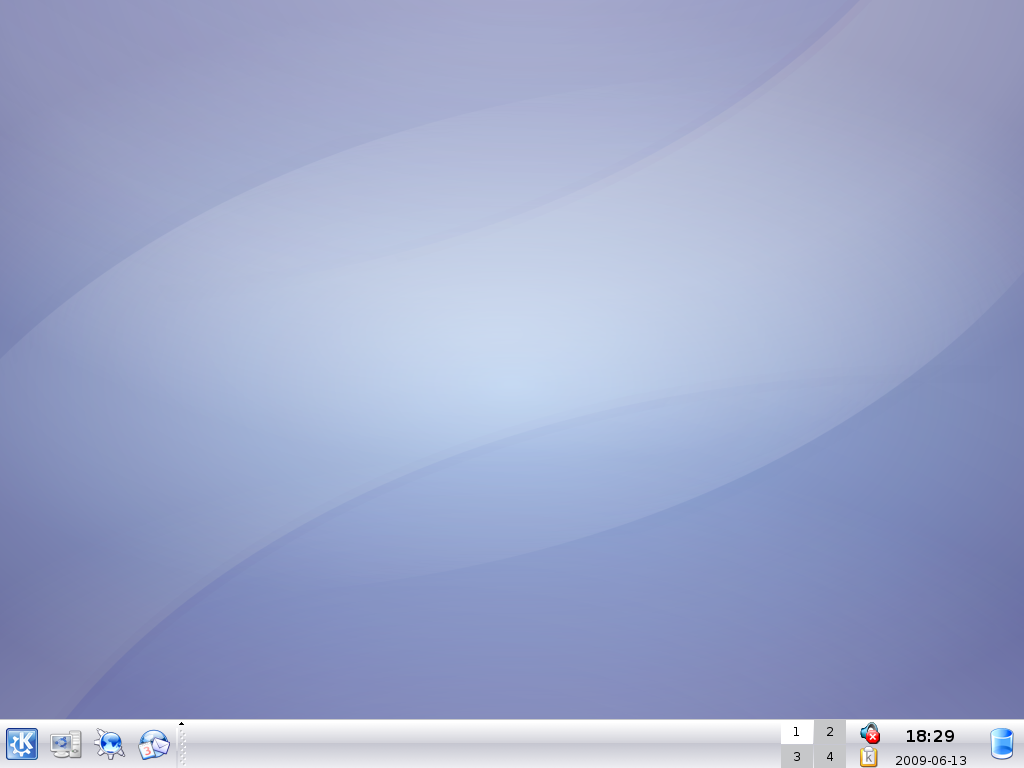
Kubuntu 6.10
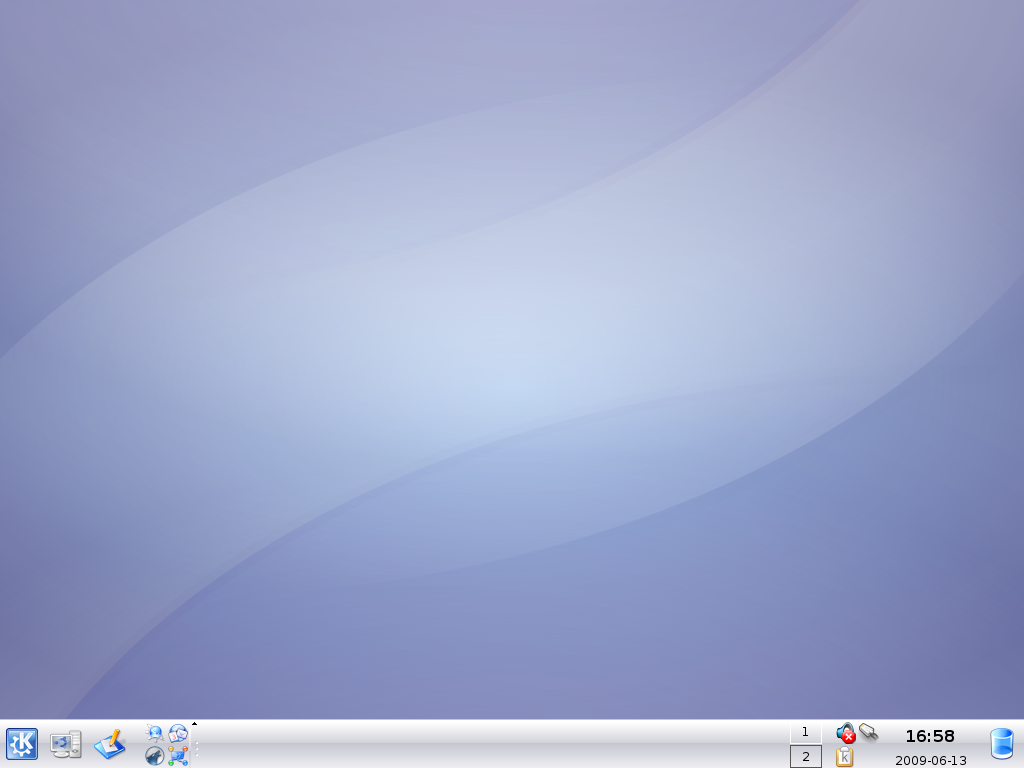
Kubuntu 7.04
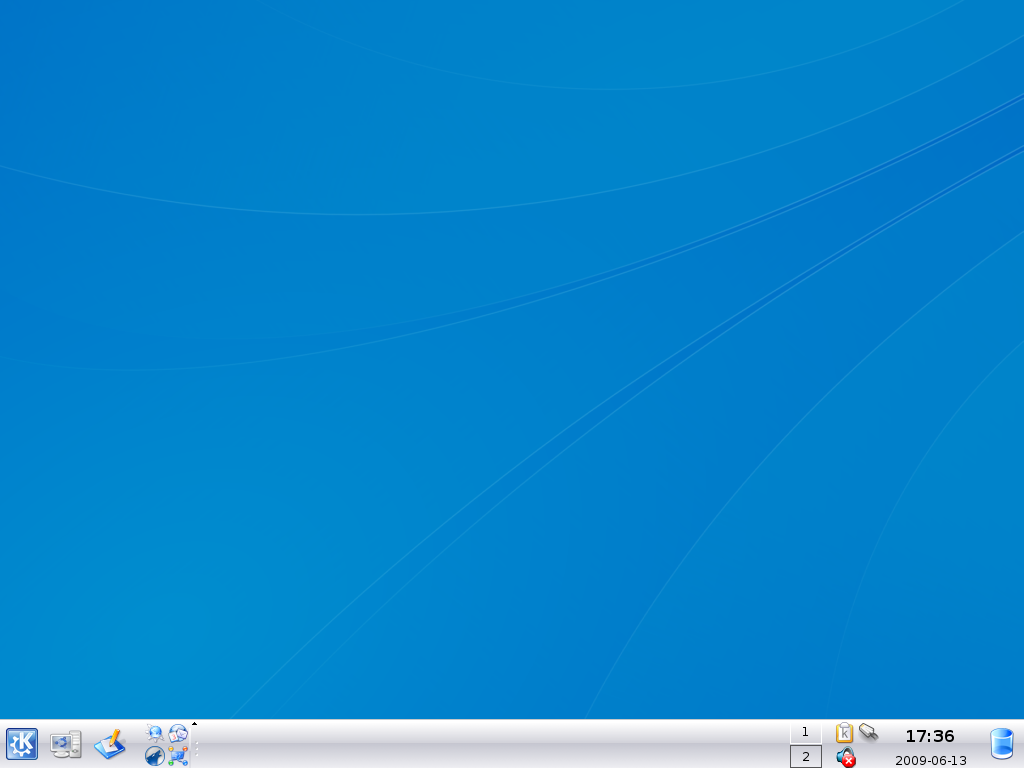
Kubuntu 7.10
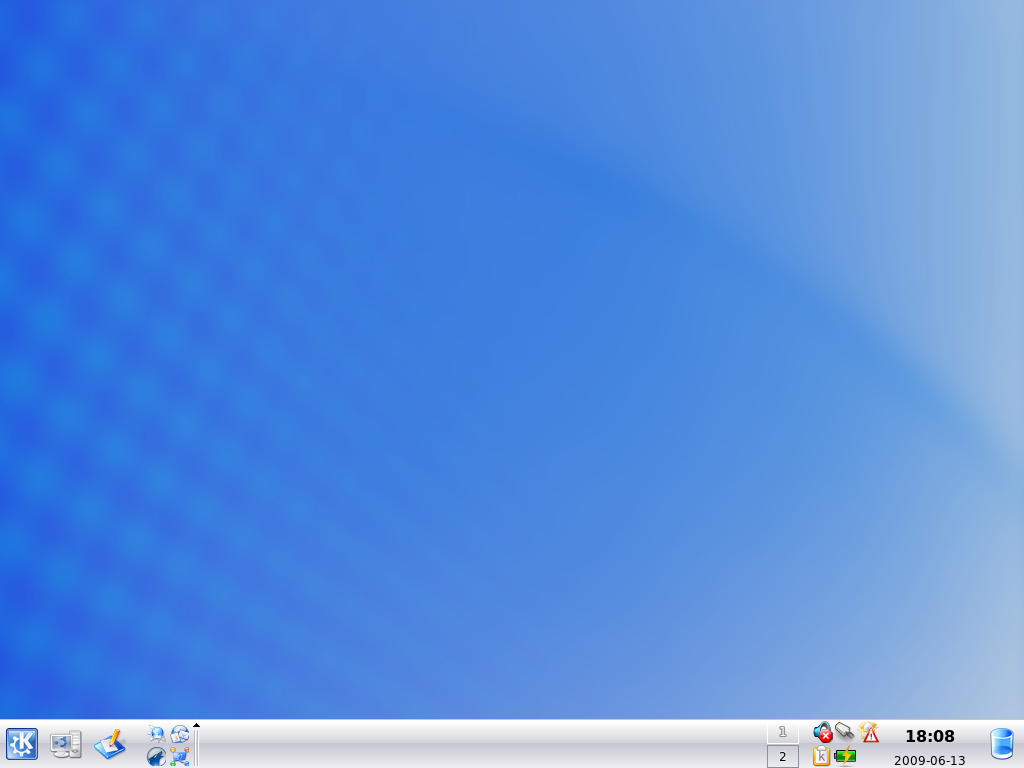
Kubuntu 8.04
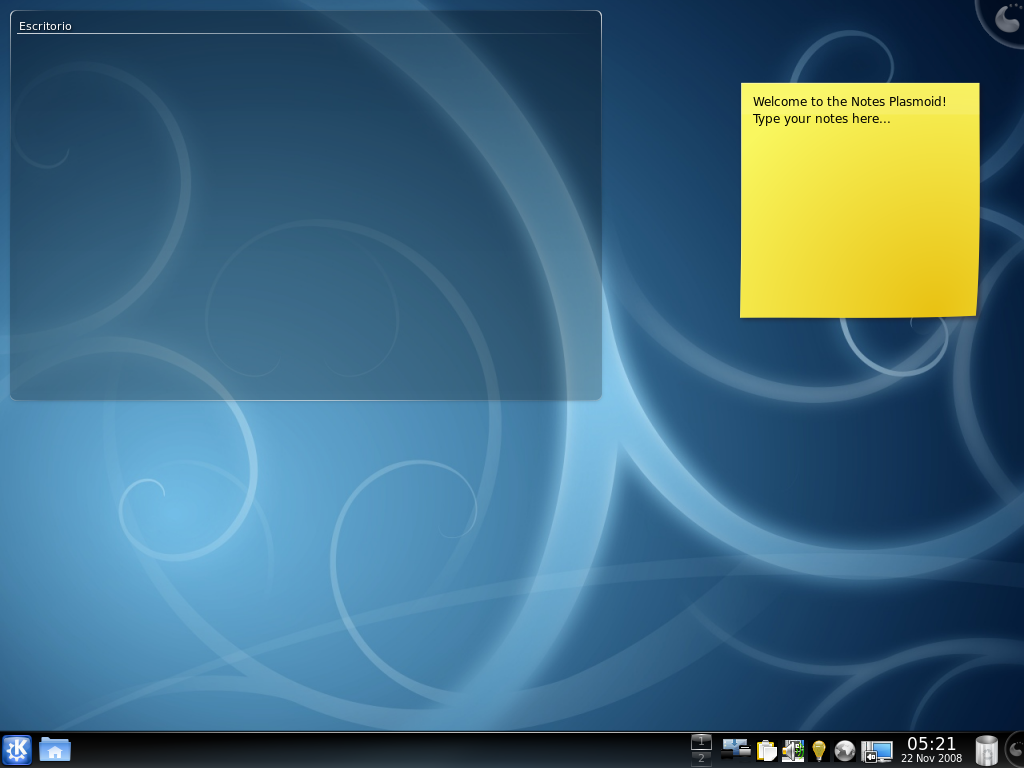
Kubuntu 8.10
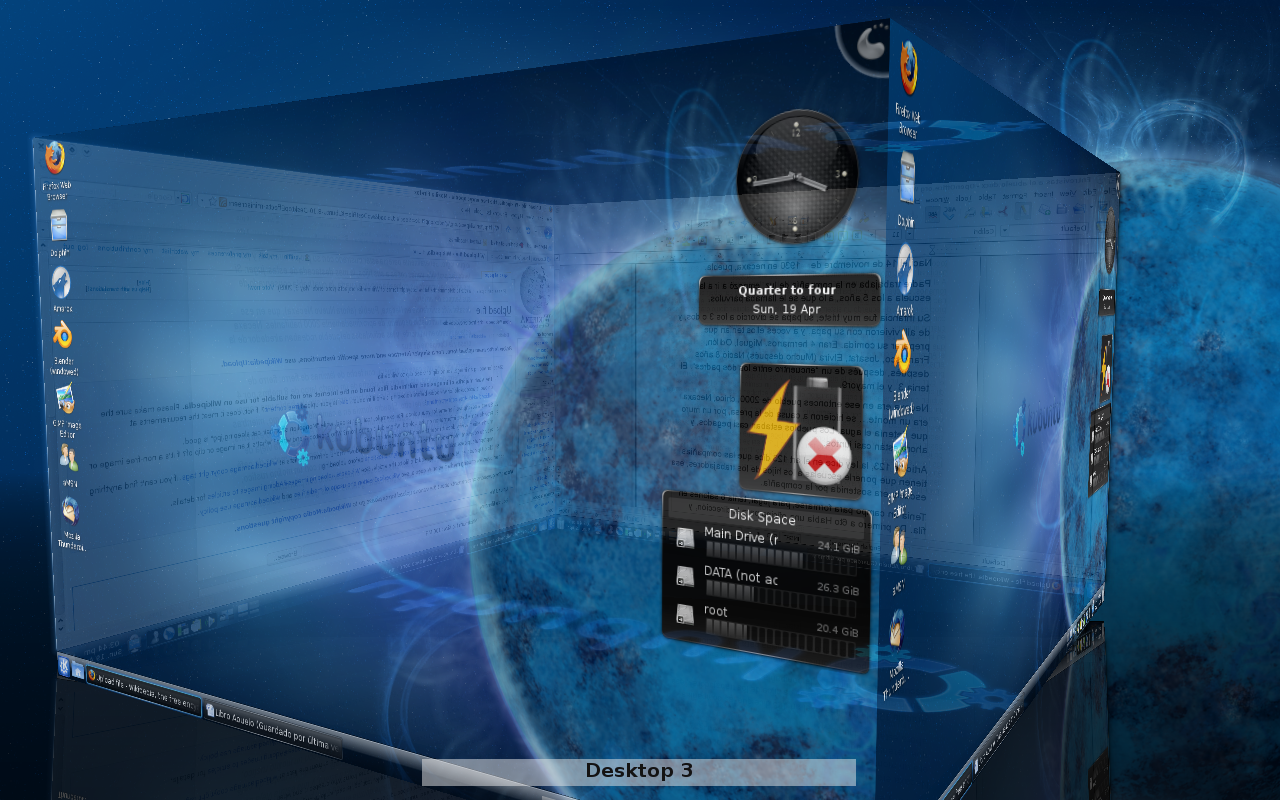
Kubuntu 9.04
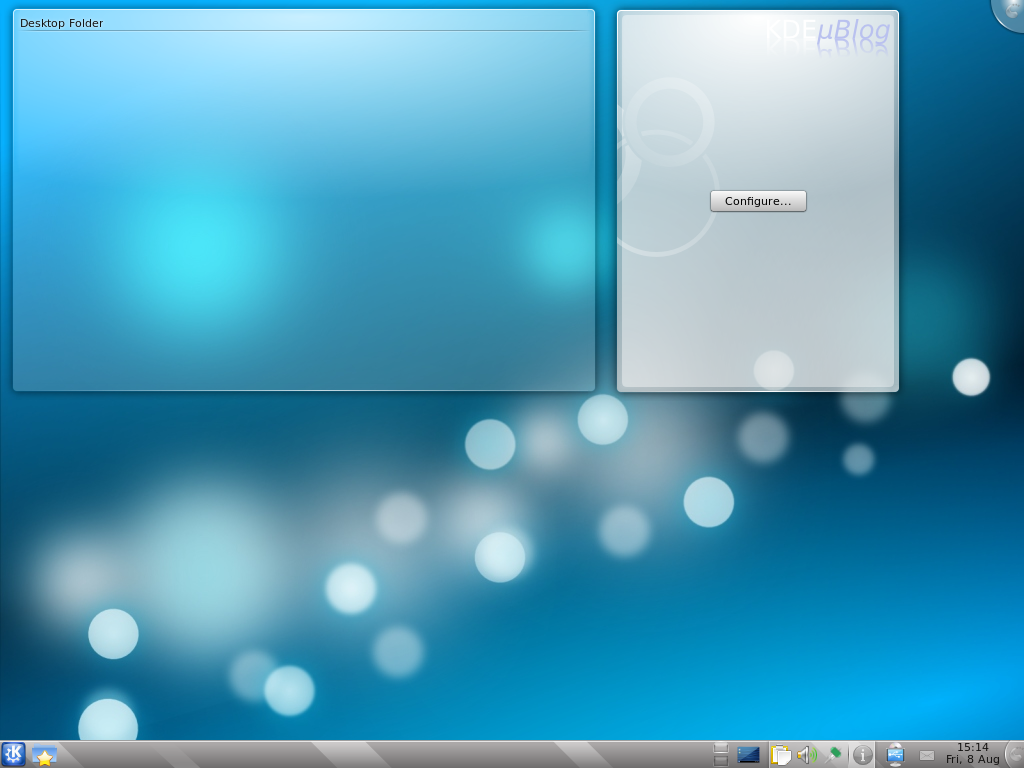
Kubuntu 9.10
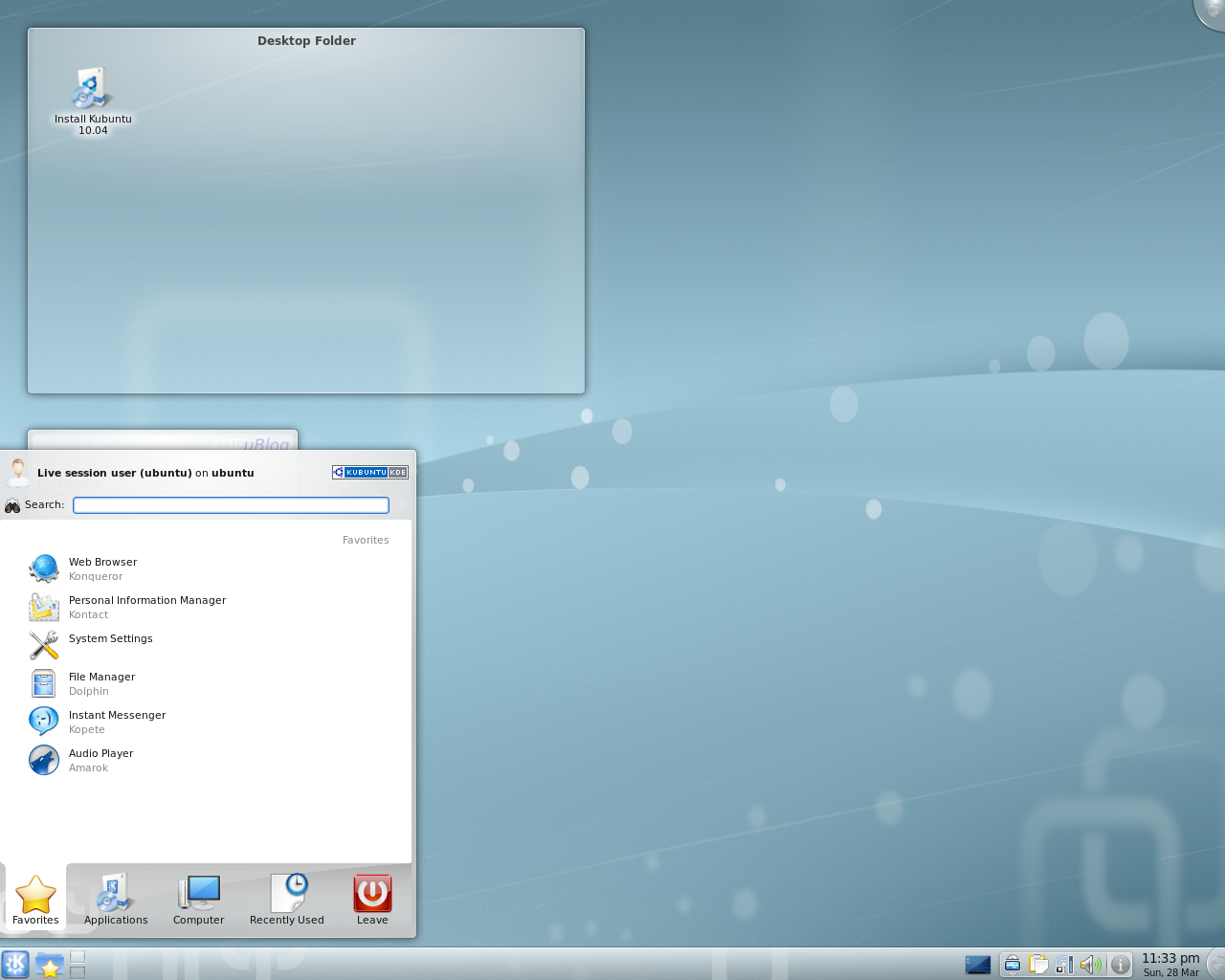
Kubuntu 10.04 LTS
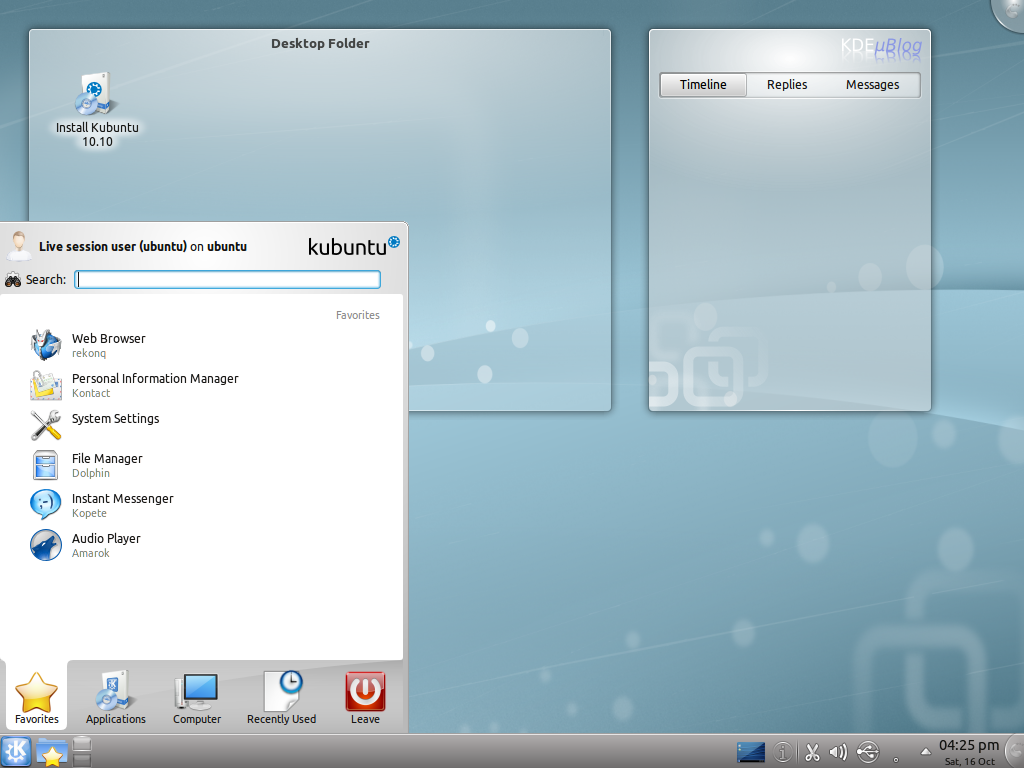
Kubuntu 10.10
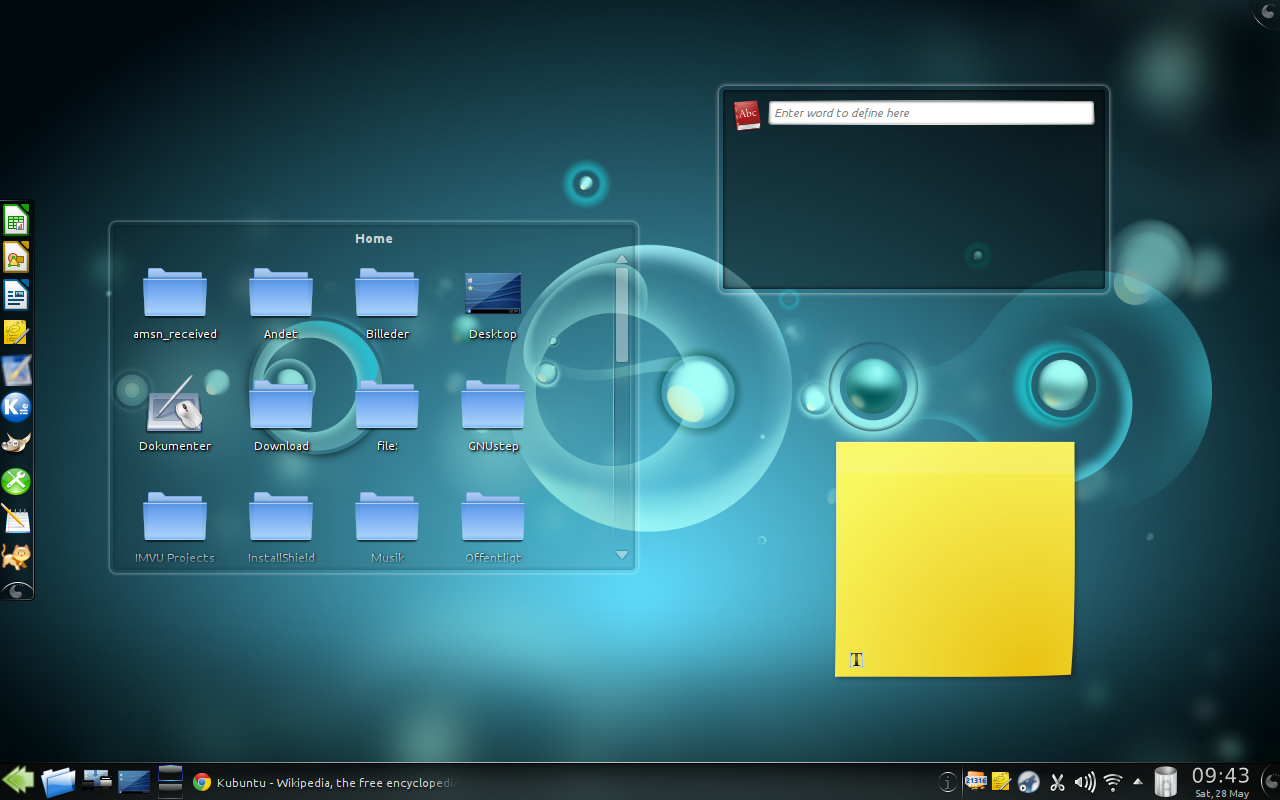
Kubuntu 11.04
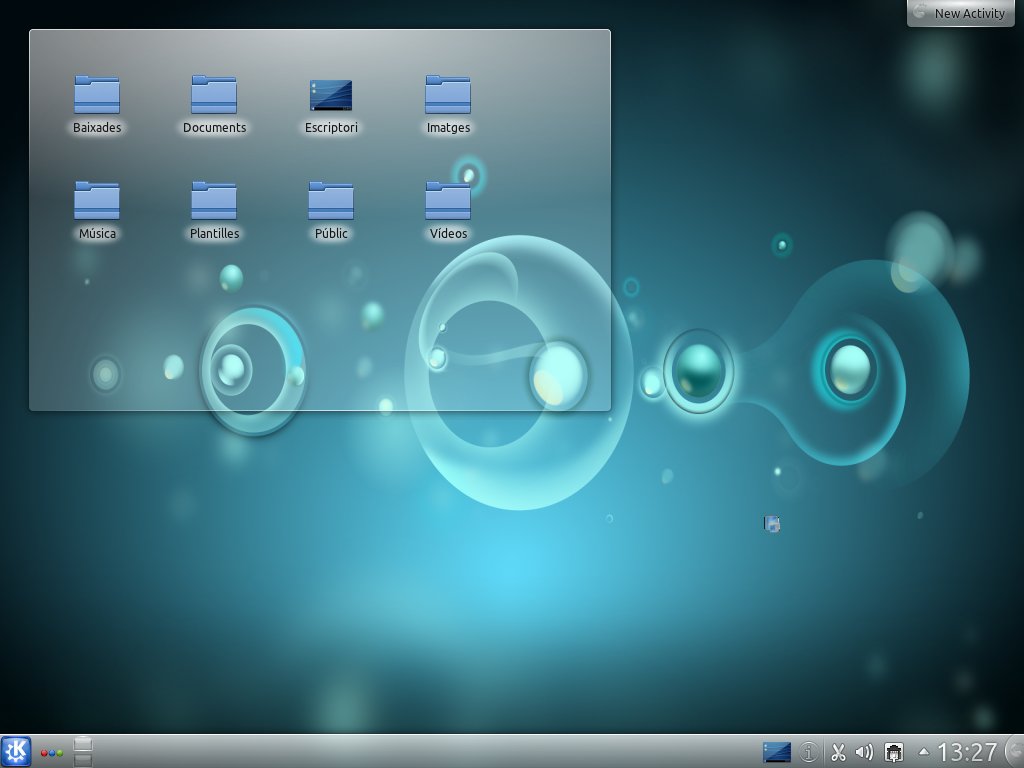
Kubuntu 11.10
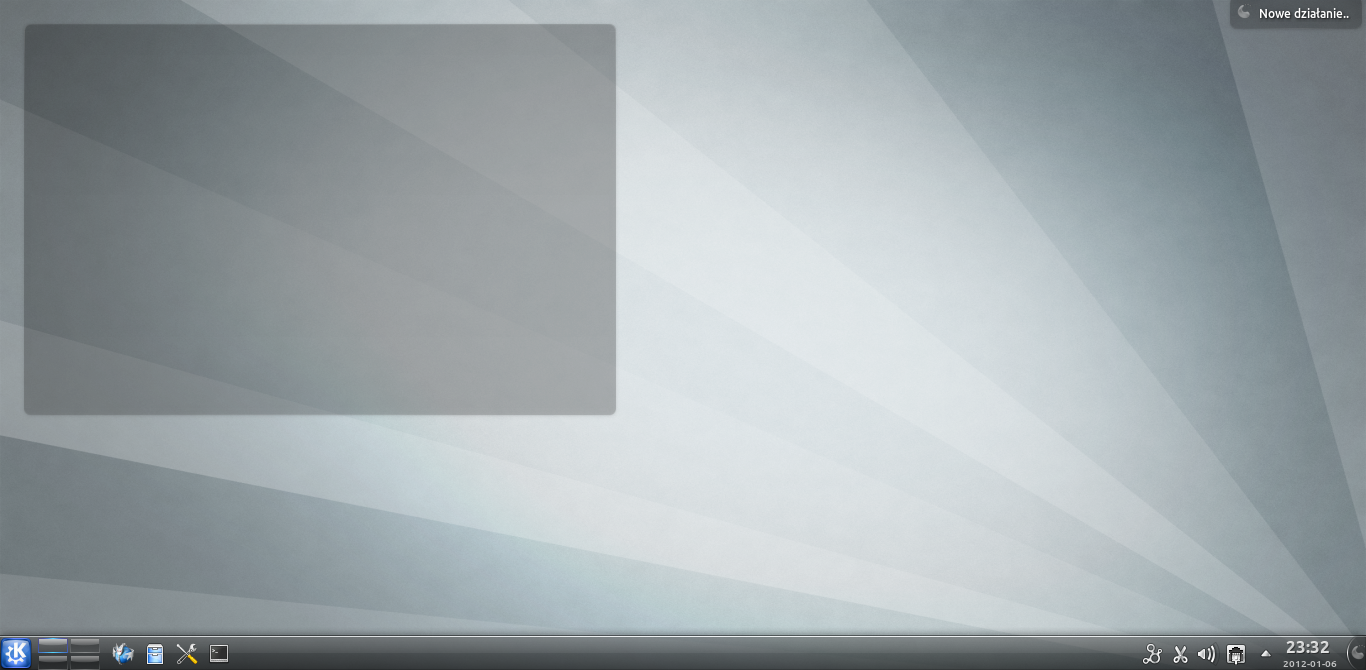
Kubuntu 12.04 LTS
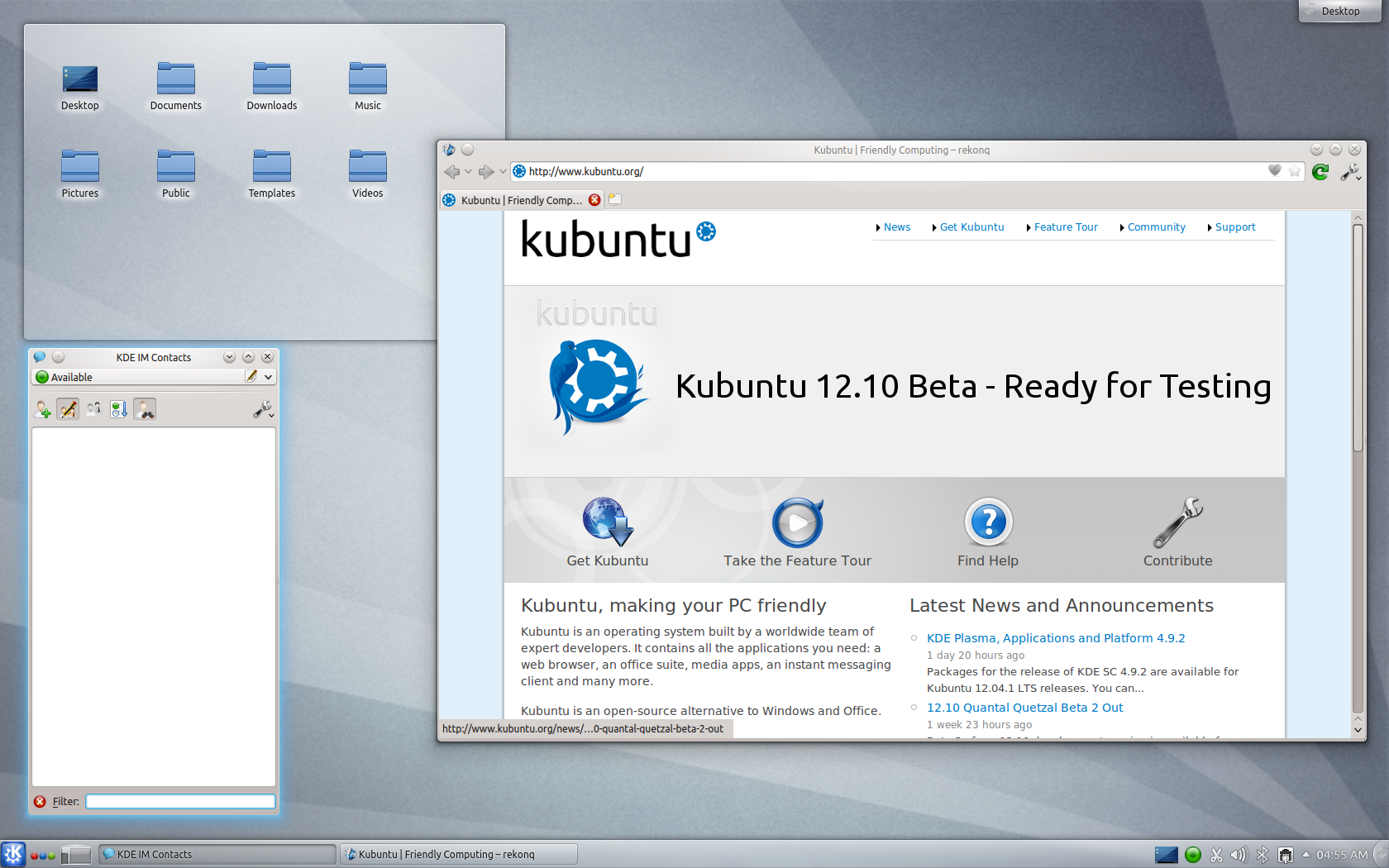
Kubuntu 12.10
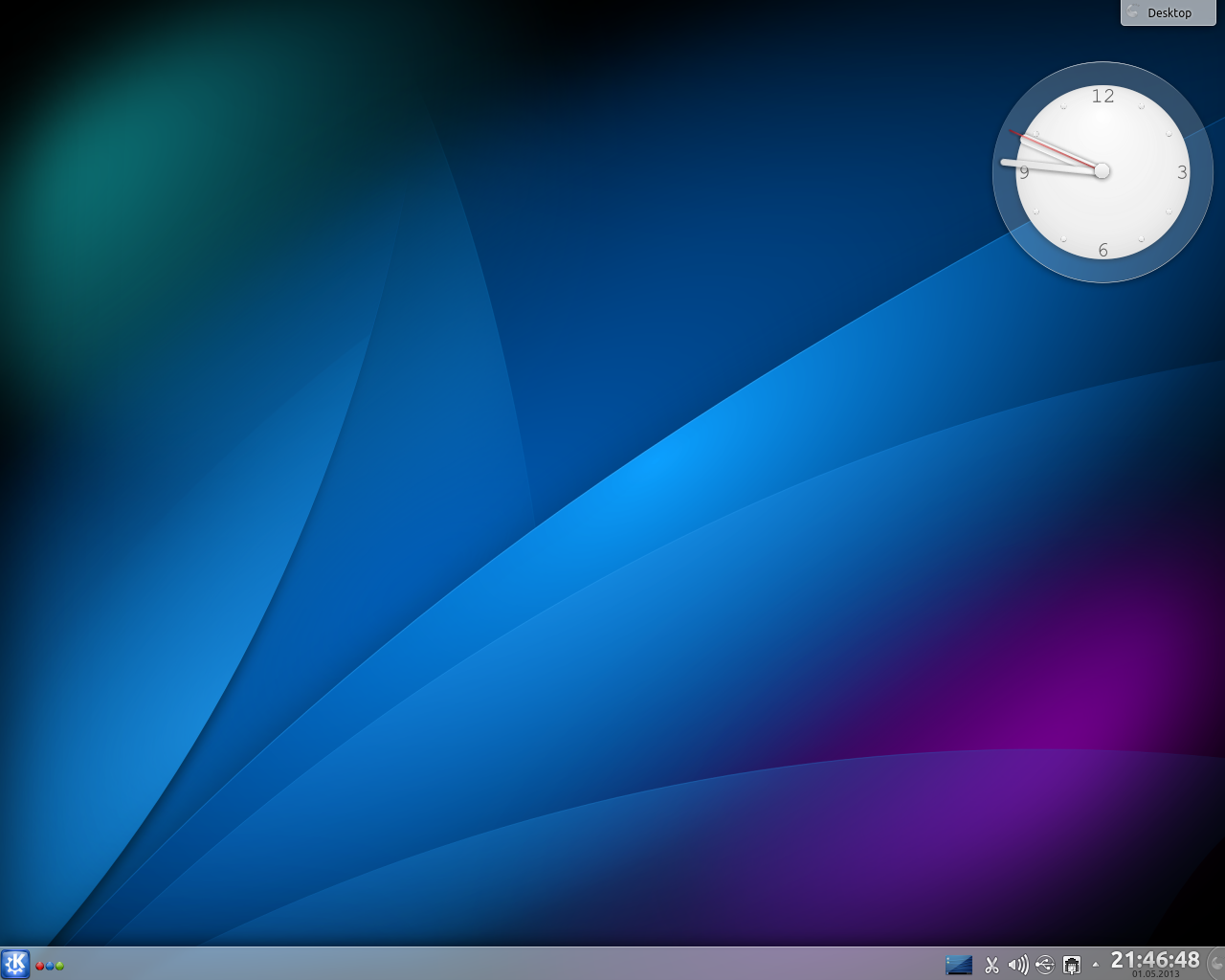
Kubuntu 13.04
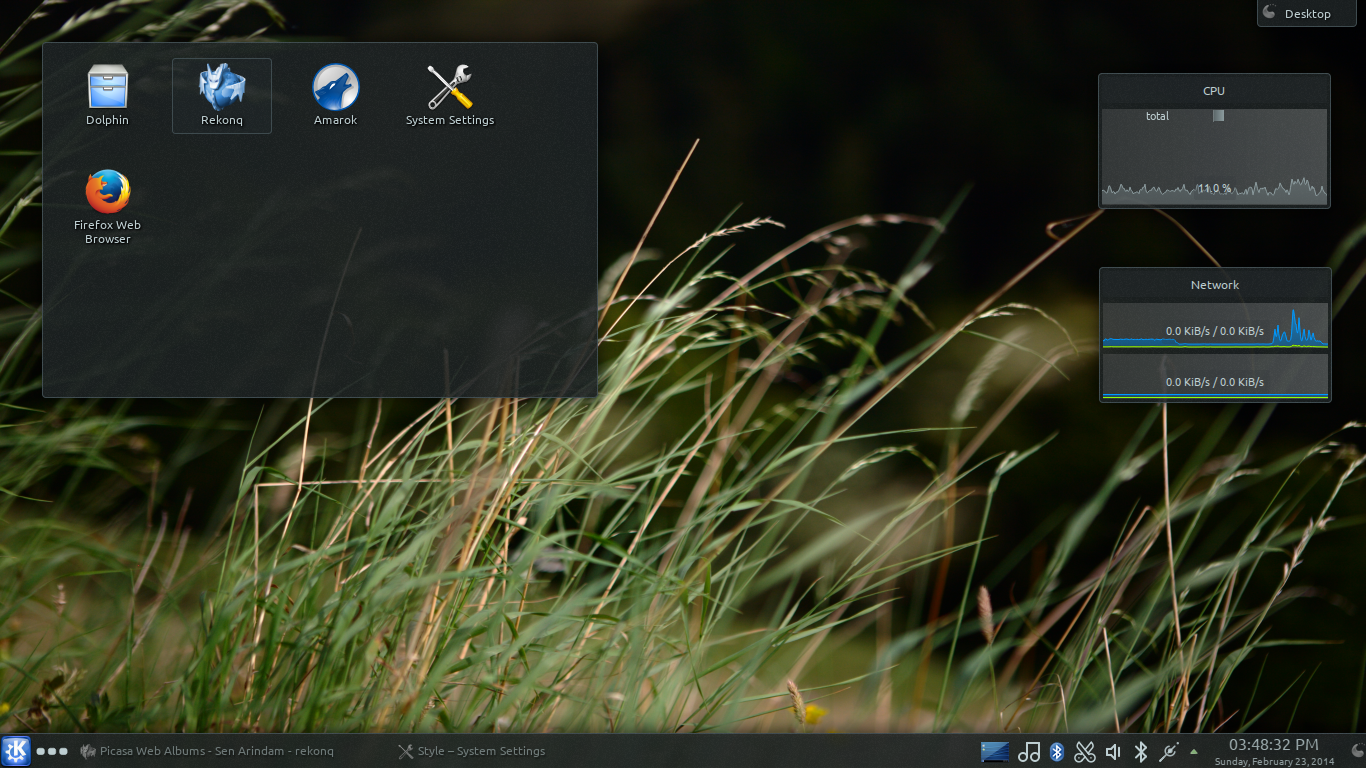
Kubuntu 13.10
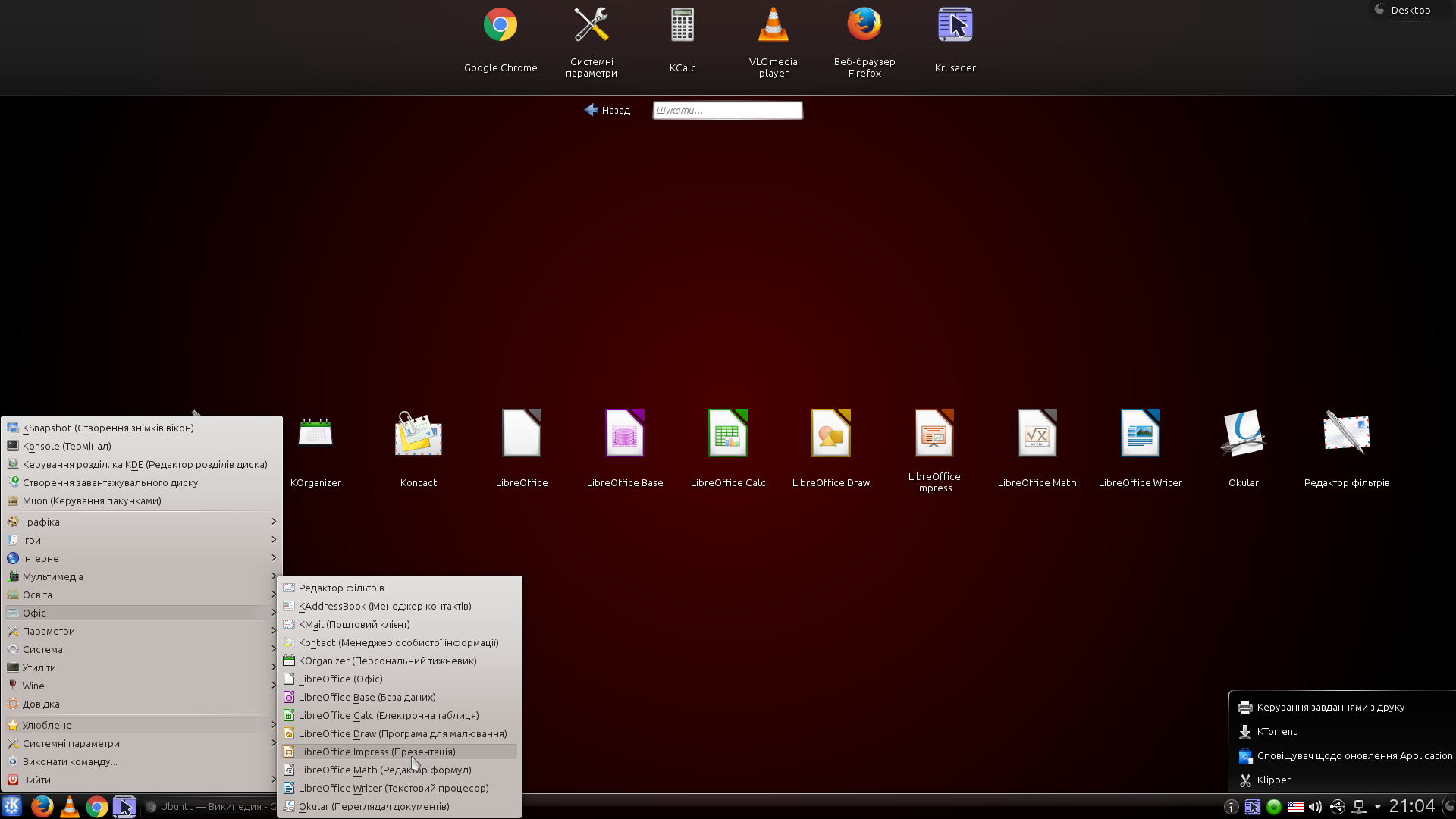
Kubuntu 14.04 LTS
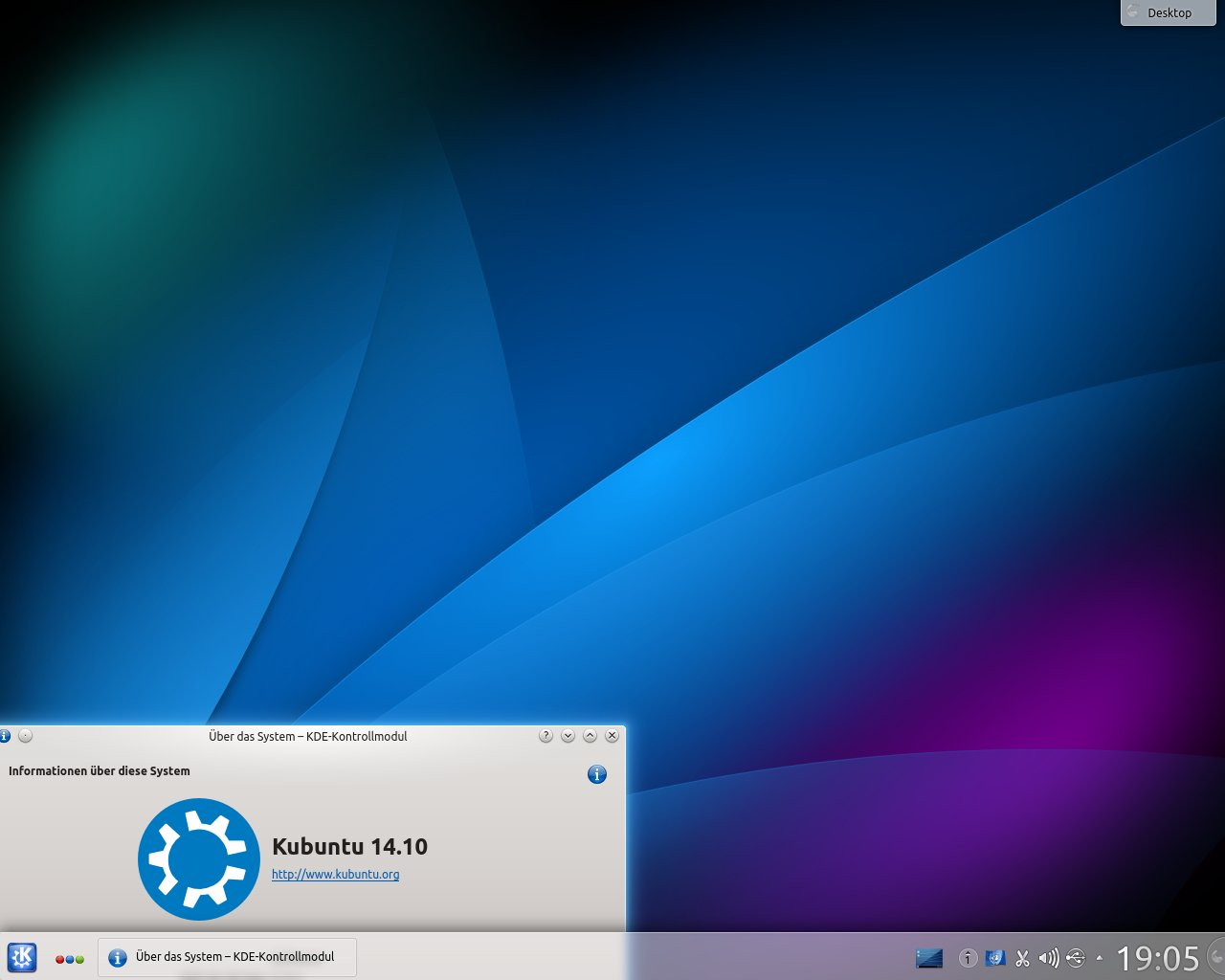
Kubuntu 14.10
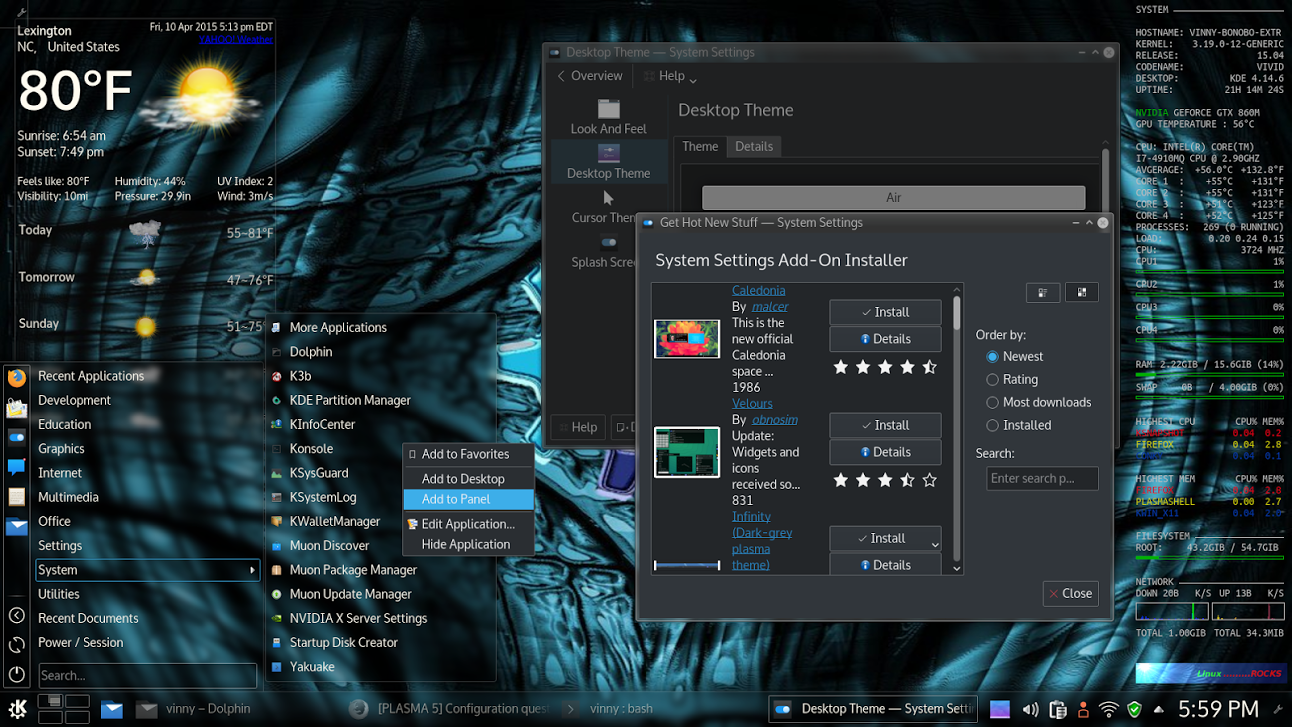
Kubuntu 15.04
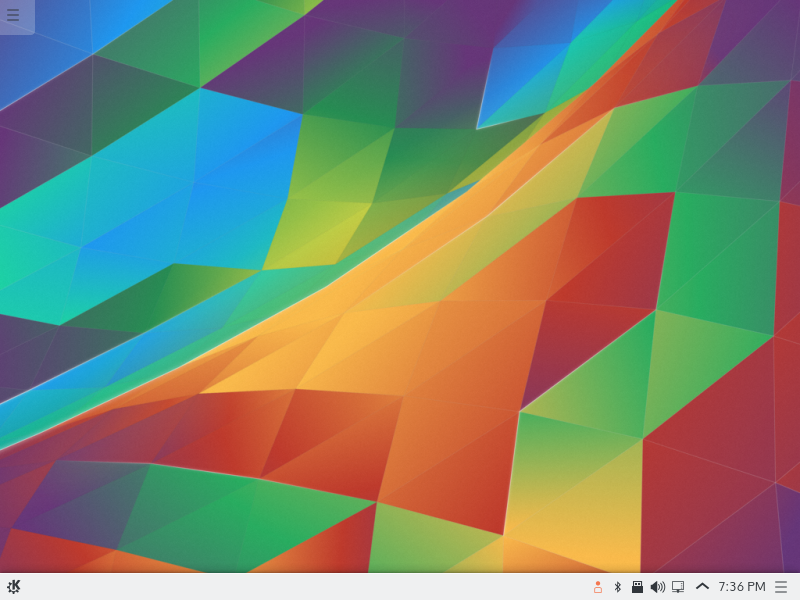
Kubuntu 15.10
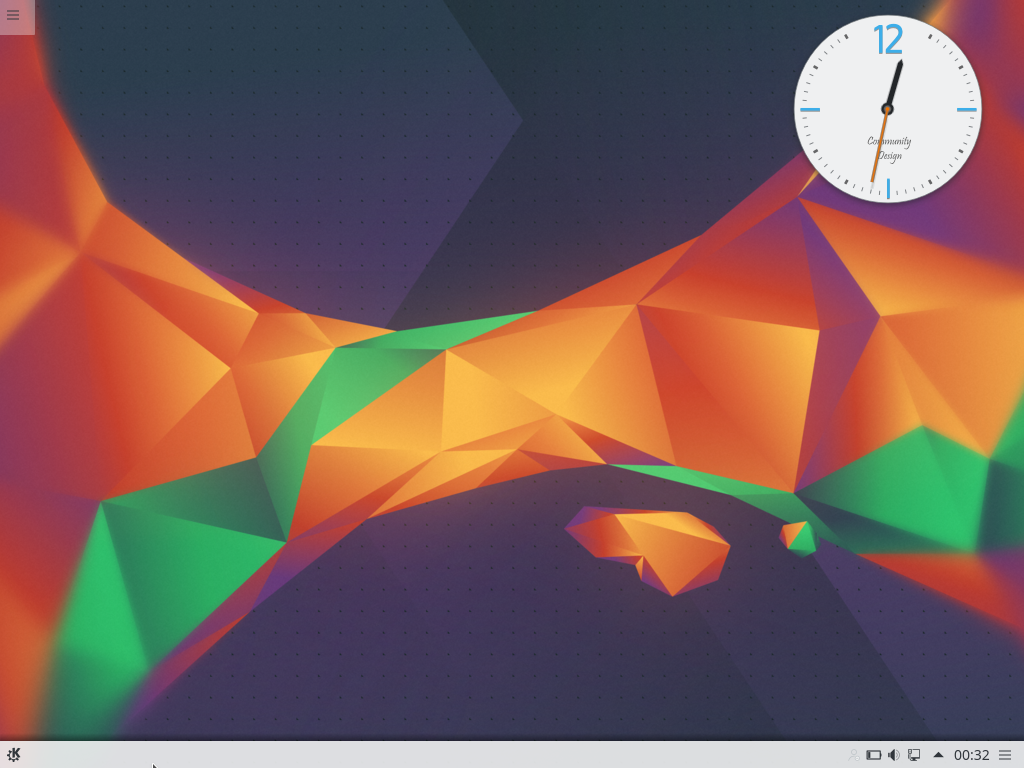
Kubuntu 16.04 LTS
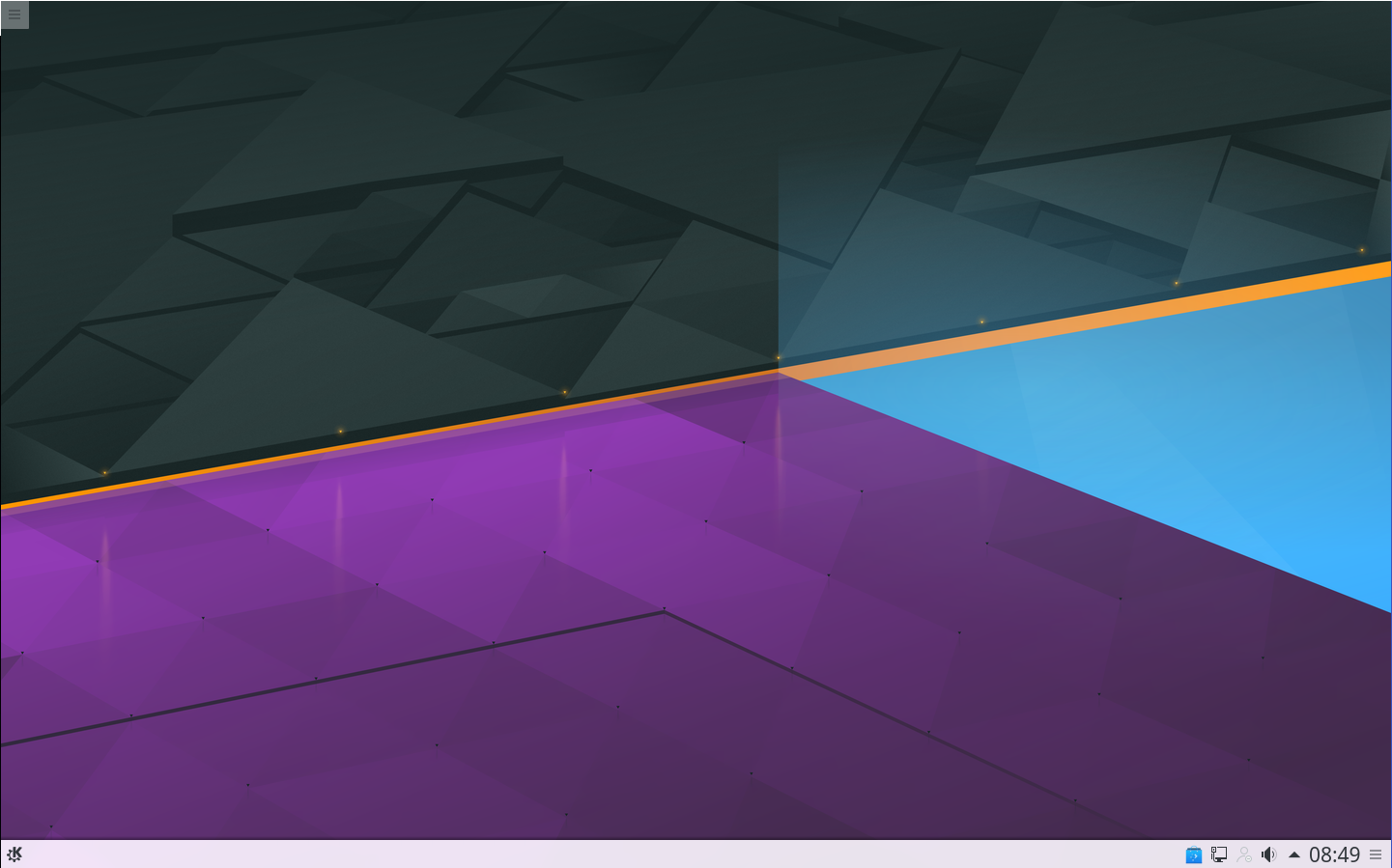
Kubuntu 16.10
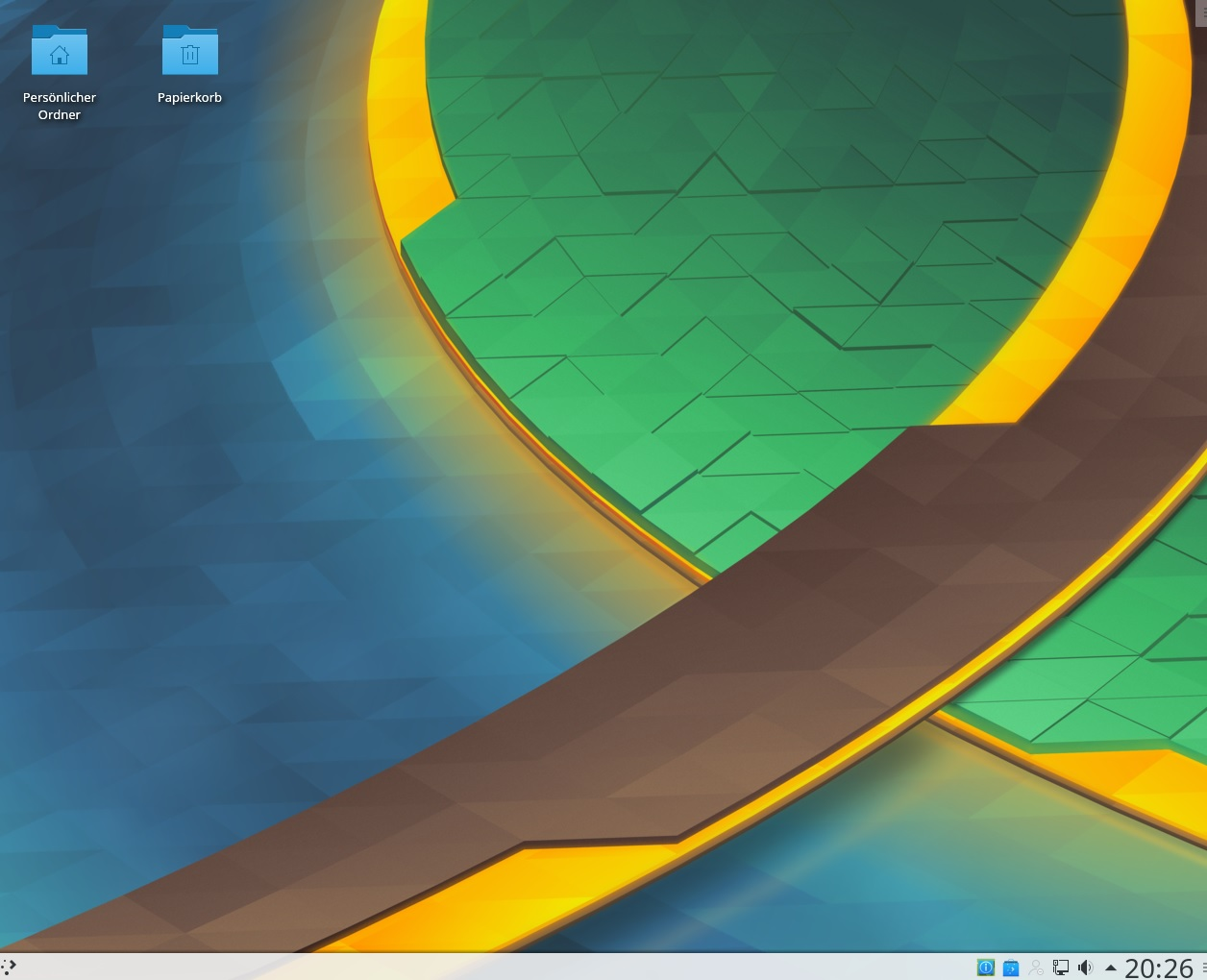
Kubuntu 17.04
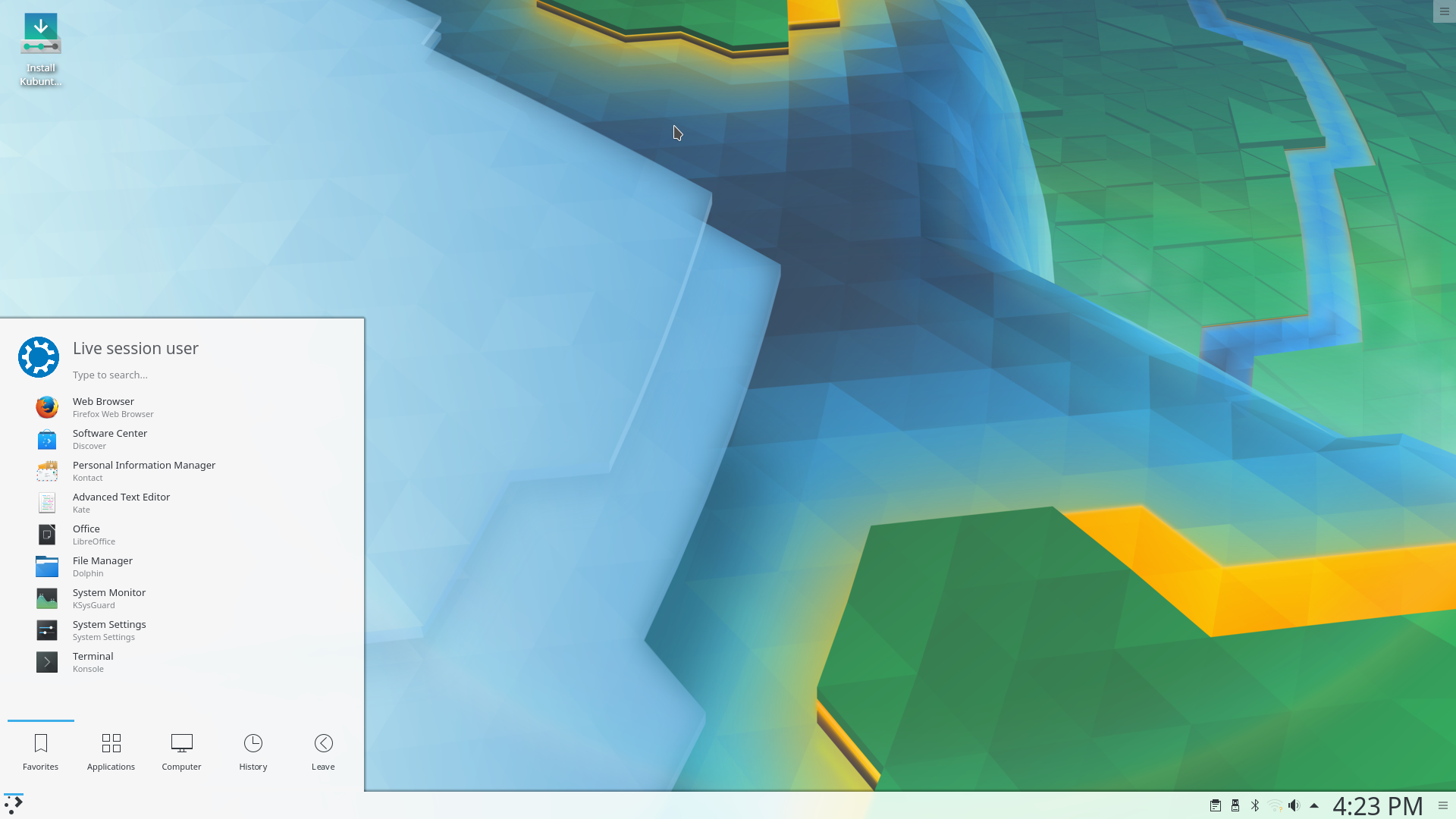
Kubuntu 17.10
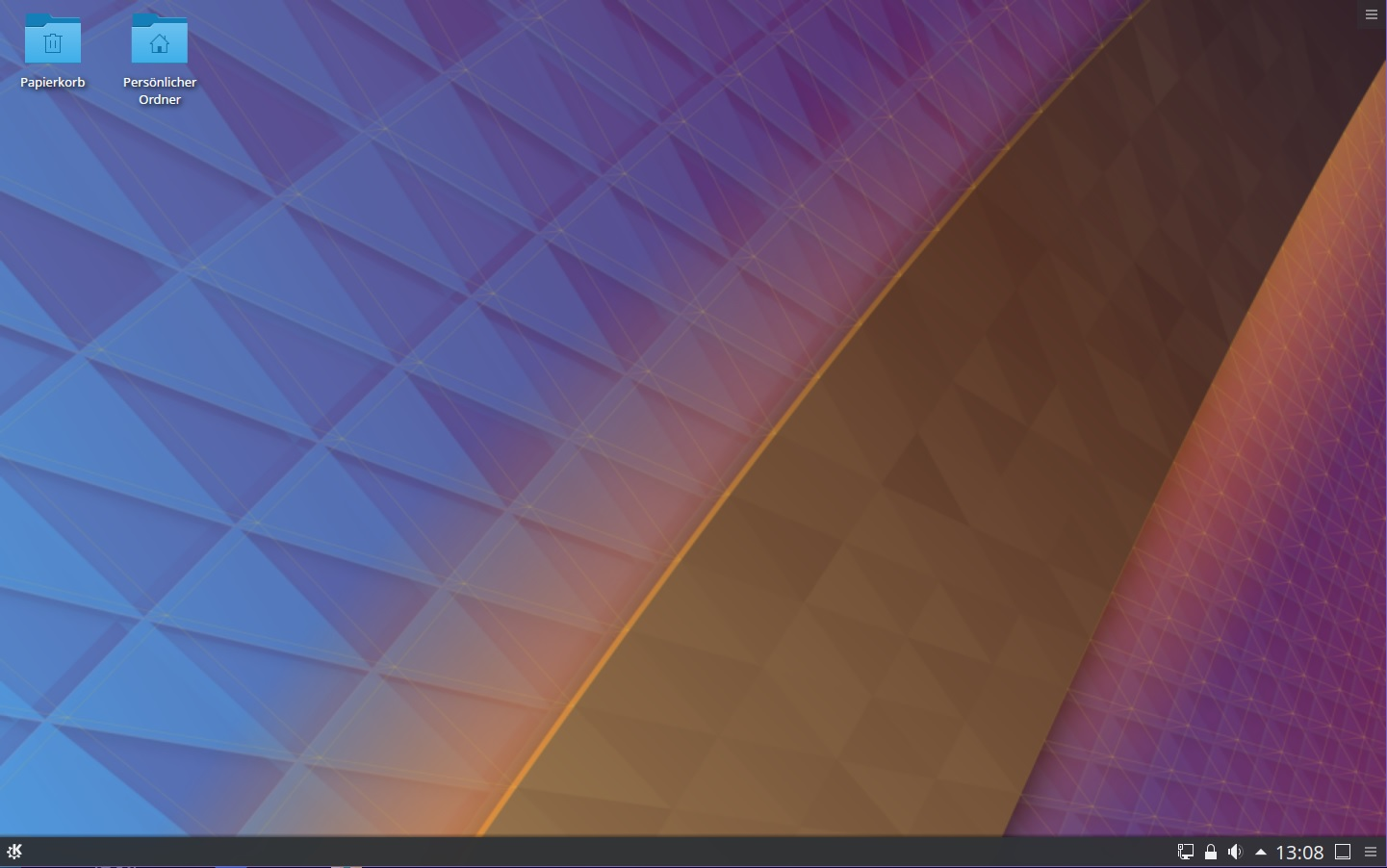
Kubuntu 18.04 LTS
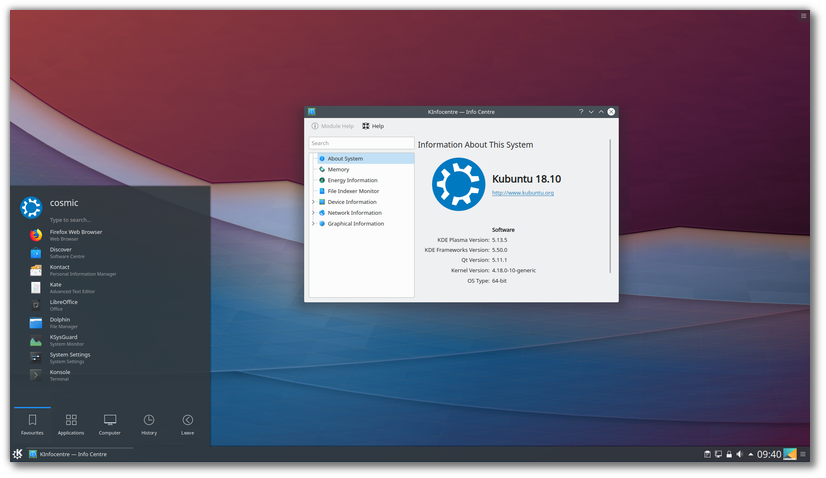
Kubuntu 18.10
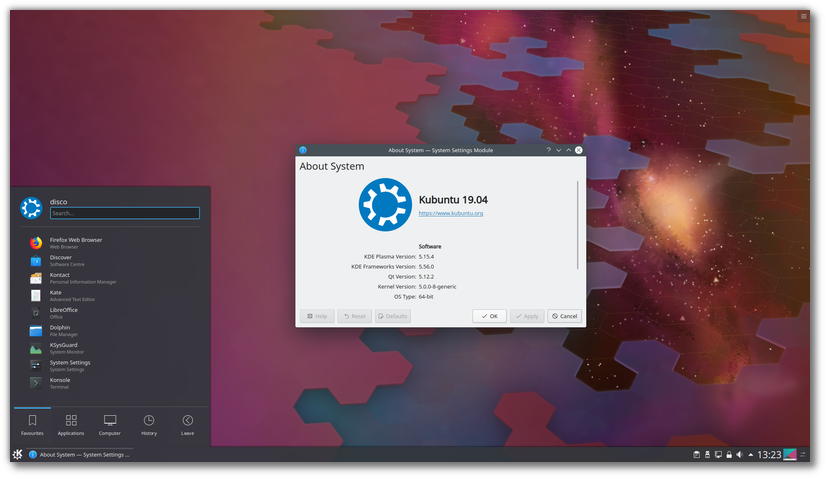
Kubuntu 19.04
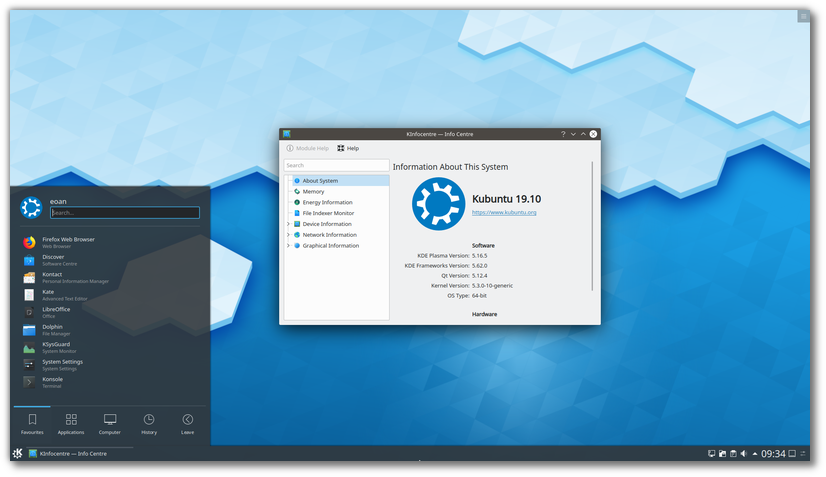
Kubuntu 19.10
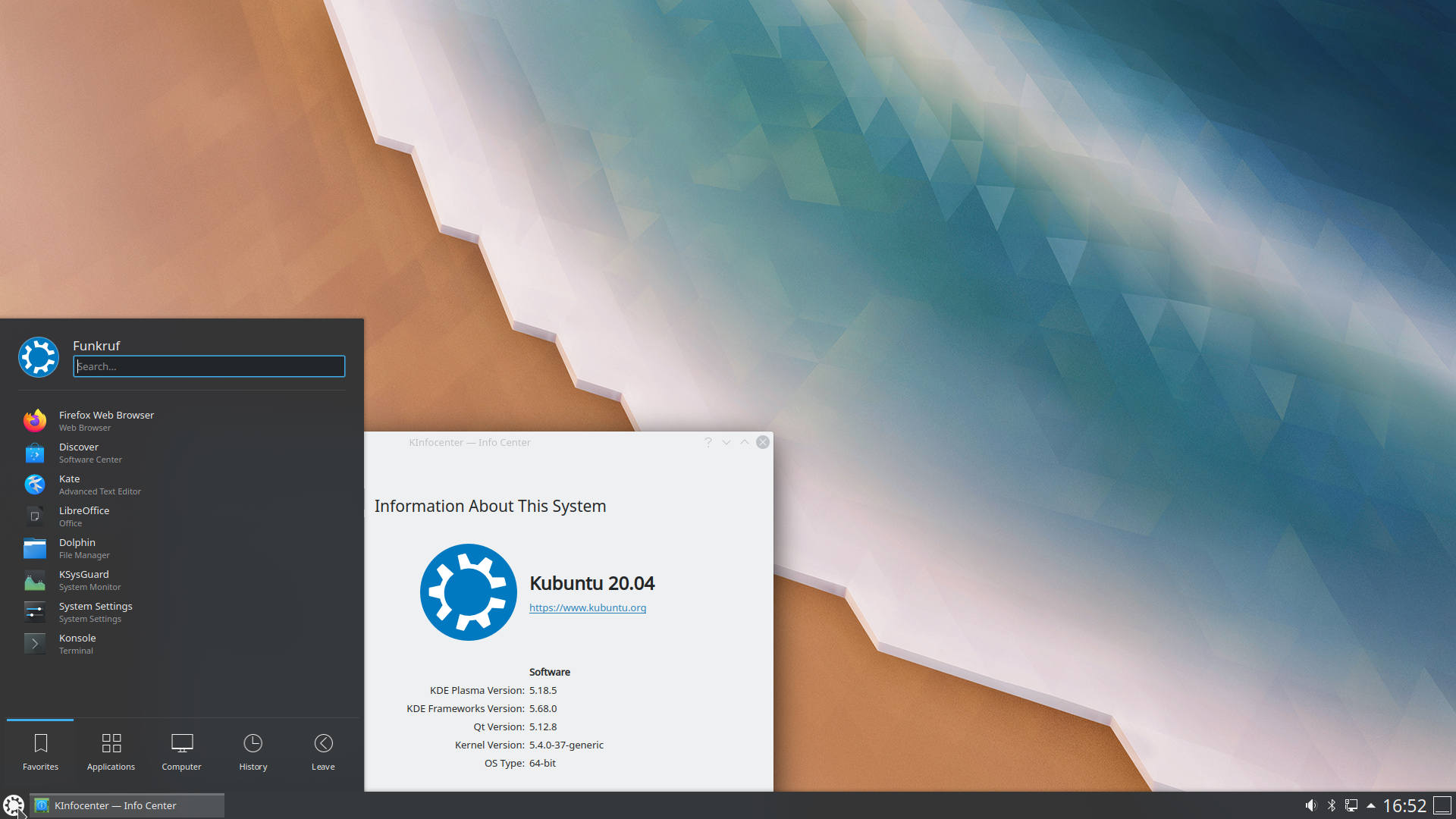
Kubuntu 20.04 LTS
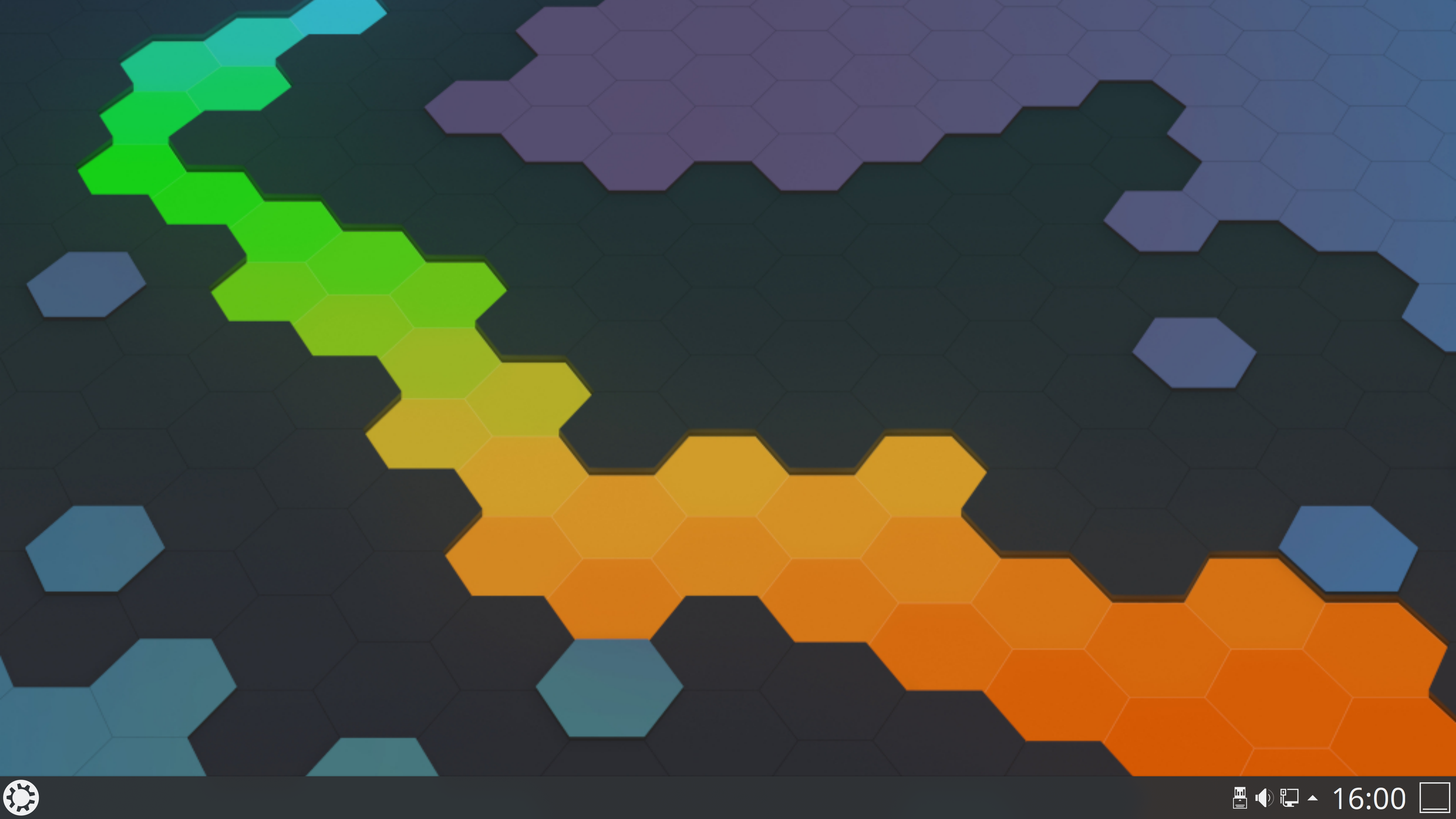
Kubuntu 20.10
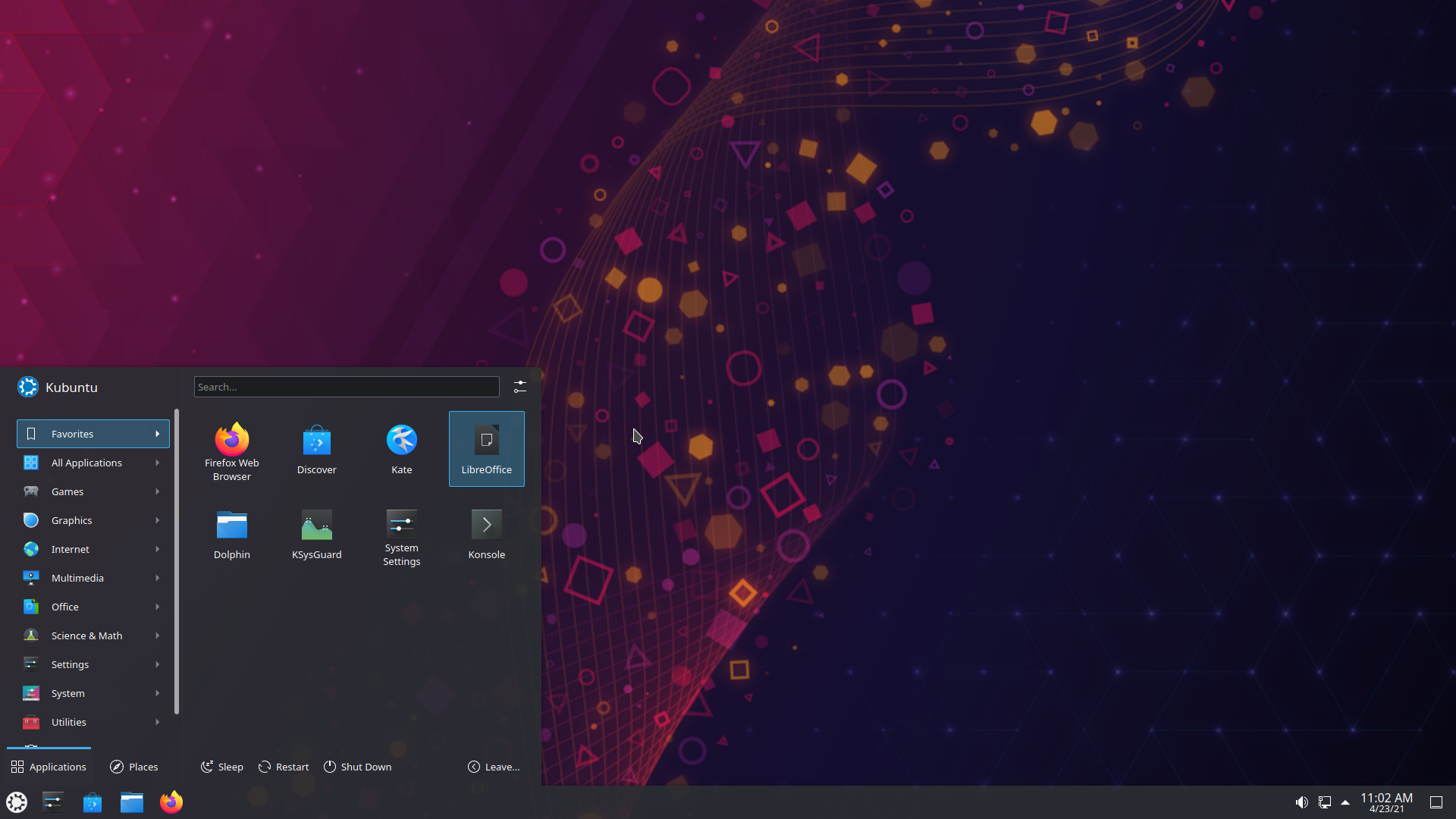
Kubuntu 21.04
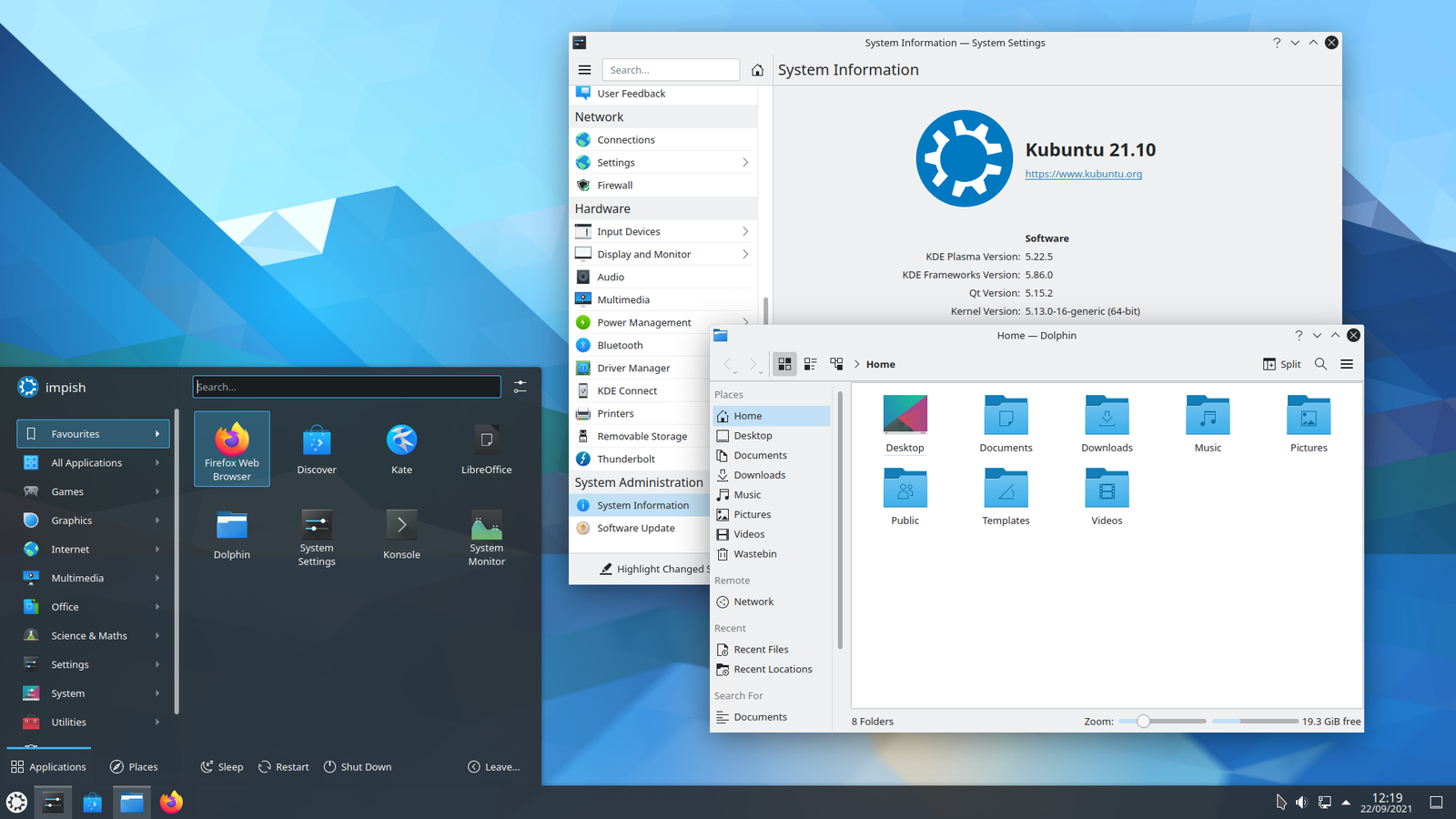
Kubuntu 21.10
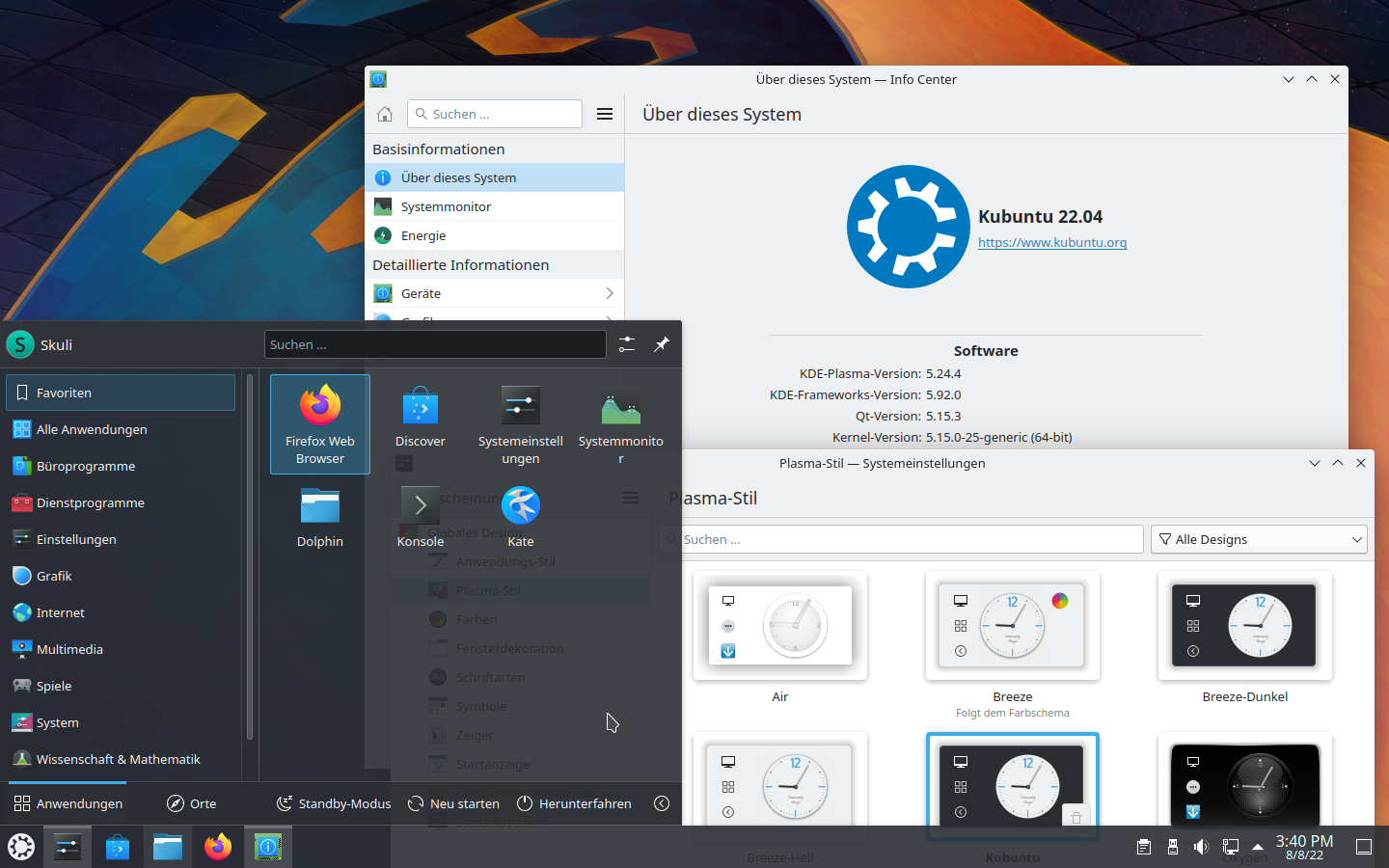
Kubuntu 22.04 LTS

## Entwicklungsgeschichte
Aufgrund des Charakters von Kubuntu als Derivat von Ubuntu richten sich die Veröffentlichungen in zeitlicher Hinsicht grundsätzlich nach den Veröffentlichungen von Ubuntu selbst. Abweichungen finden sich daher in der Regel lediglich in den neu eingeführten Merkmalen (englisch features), was hauptsächlich der divergierenden Auswahl an Standardsoftware geschuldet ist. Versionsnummern und Codenummern entsprechen direkt denen von Ubuntu.
| Version | Codename                                       | Veröffentlicht | Unterstützt bis | Kernel | KDE-Version    | Anmerkung |
| --- | ---------------------------------------------- | -------------- | --------------- | ------ | -------------- | --- |
| 4.10 | Warty Warthog (warziges Warzenschwein)         | 20. Okt. 2004  | 30. Apr. 2006   | 2.6.8  | ?              | KDE nur im universe-Bereich verfügbar |
| 5.04 | Hoary Hedgehog (ergrauter Igel)                | 8. Apr. 2005   | 31. Okt. 2006   | 2.6.10 | 3.4.0          | erstmals Kubuntu |
| 5.10 | Breezy Badger (zuversichtlicher Dachs)         | 13. Okt. 2005  | 13. Apr. 2007   | 2.6.12 | 3.4.3          | |
| 6.06 LTS | Dapper Drake (adretter Erpel)                  | 1. Juni 2006   | 14. Juli 2009   | 2.6.15 | 3.5.2          | LTS-Version |
| 6.06.1 LTS | Dapper Drake (adretter Erpel)                  | 10. Aug. 2006  | 14. Juli 2009   | 2.6.15 | 3.5.2          | erstes Update des 6.06 LTS-Zweiges |
| 6.06.2 LTS | Dapper Drake (adretter Erpel)                  | 21. Jan. 2008  | 14. Juli 2009   | 2.6.15 | 3.5.2          | zweites Update des 6.06 LTS-Zweiges |
| 6.10 | Edgy Eft (nervöser Jungmolch)                  | 26. Okt. 2006  | 25. Apr. 2008   | 2.6.17 | 3.5.5          | experimentelle Version |
| 7.04 | Feisty Fawn (keckes Rehkitz)                   | 19. Apr. 2007  | 19. Okt. 2008   | 2.6.20 | 3.5.6          | |
| 7.10 | Gutsy Gibbon (mutiger Gibbon)                  | 18. Okt. 2007  | 18. Apr. 2009   | 2.6.22 | 3.5.8          | |
| 8.04 | Hardy Heron (kühner Reiher)                    | 24. Apr. 2008  | Okt. 2009       | 2.6.24 | 3.5.9 o. 4.0.3 | Kubuntu in zwei Varianten: mit KDE 3.5.9 oder mit KDE 4.0.3 |
| 8.10 | Intrepid Ibex (unerschrockener Steinbock)      | 30. Okt. 2008  | 30. Apr. 2010   | 2.6.27 | 4.1.2          | Neuerungen der Desktop-Variante: Unterstützung von UMTS-Netzwerken, Verbesserungen bei der Unterstützung von RAID, Verbesserte und sicherere Paketverwaltung, Verschlüsselung privater Verzeichnisse, Daemongebundene Firewallregeln, Apache Tomcat 6.0, Java OpenJDK 1.6, ClamAV |
| 9.04 | Jaunty Jackalope (lebhafte Jackalope)          | 23. Apr. 2009  | 23. Okt. 2010   | 2.6.28 | 4.2.2          | schnellerer Systemstart, X.Org-Server Version 1.6, Linux-Kernel 2.6.28, ext4-Dateisystem als Installationsoption, PackageKit ersetzt standardmäßig Adept als grafische Benutzeroberfläche zur Paketverwaltung                                                                     |
| 9.10 | Karmic Koala (karmischer Koala)                | 29. Okt. 2009  | Apr. 2011       | 2.6.31 | 4.3.2          | Bootzeit soll auf manchen Systemen bis auf 10 Sekunden verkürzt werden, ext4 als Standard-Dateisystem, Kernel 2.6.31, alle User können das home-Verzeichnis verschlüsseln, bessere Wine-Integration                                                                               |
| 10.04 LTS | Lucid Lynx (klarer Luchs)                      | 29. Apr. 2010  | 9. Mai 2013     | 2.6.32 | 4.4.2          | Eines der Ziele ist u. a. die Verkürzung der Bootzeiten auf 10 Sekunden. Kernel 2.6.32 |
| 10.10 | Maverick Meerkat (eigenwilliges Erdmännchen)   | 10. Okt. 2010  | 10. Apr. 2012   | 2.6.35 | 4.5.1          | rekonq statt Konqueror als Webbrowser |
| 11.04 | Natty Narwhal (schicker Narwal)                | 28. Apr. 2011  | 28. Okt. 2012   | 2.6.38 | 4.6.2          | |
| 11.10 | Oneiric Ocelot (verträumter Ozelot)            | 13. Okt. 2011  | 9. Mai 2013     | 3.0.0  | 4.7.1          | KDE SC 4.7, Muon Software Center, Kernel 3.0 |
| 12.04 LTS | Precise Pangolin (akkurates Schuppentier)      | 26. Apr. 2012  | 28. Apr. 2017   | 3.2.0  | 4.8            | LightDM löst KDM ab |
| 12.10 | Quantal Quetzal (Quanten Quetzal)              | 18. Okt. 2012  | Apr. 2014       | 3.5.0  | 4.9            | |
| 13.04 | Raring Ringtail (enthusiastisches Katzenfrett) | 25. Apr. 2013  | Jan. 2014       | 3.8.0  | 4.10           | |
| 13.10 | Saucy Salamander (frecher Salamander)          | 17. Okt. 2013  | Juni 2014       | 3.11   | 4.11           | |
| 14.04 LTS | Trusty Tahr (treue Tahre)                      | 17. Apr. 2014  | Apr. 2019       | 3.13   | 4.13.0         | KDE SC 4.13.0, Firefox statt rekonq als Webbrowser |
| 14.10 | Utopic Unicorn (utopisches Einhorn)            | 23. Okt. 2014  | Juli 2015       | 3.16   | 4.13.2         | KDE SC 4.13.2 |
| 15.04 | Vivid Vervet (impulsive Grünmeerkatze)         | 23. Apr. 2015  | Jan. 2016       | 3.19   | 5.2            | KDE Plasma 5, Systemstart per systemd |
| 15.10 | Wily Werewolf (listiger Werwolf)               | 22. Okt. 2015  | Juli 2016       | 4.2    | 5.4            | |
| 16.04 LTS | Xenial Xerus (nettes Borstenhörnchen)          | 21. Apr. 2016  | Apr. 2019       | 4.4    | 5.5            | LibreOffice 5.1 und Firefox 45 |
| 16.10 | Yakkety Yak (geschwätziges Yak)                | 13. Okt. 2016  | Juli 2017       | 4.8    | 5.7            | LibreOffice 5.2 und Firefox 49 |
| 17.04 | Zesty Zapus (Begeisterte Hüpfmaus)             | 13. Apr. 2017  | 13. Jan. 2018   | 4.10   | 5.9.4          | |
| 17.10 | Artful Aardvark (Listiges Erdferkel)           | 19. Okt. 2017  | Juli 2018       | 4.13   | 5.10.5         | LibreOffice 5.4 und Firefox 56; Cantata ersetzt Amarok als Audiospieler; VLC ersetzt Dragon Player als Medienspieler |
| 18.04 LTS | Bionic Beaver (Bionischer Biber)               | 27. Apr. 2018  | 25. Apr. 2021   | 4.15   | 5.12 LTS       | LibreOffice 6.0 und Firefox 59; Dateien werden nun standardmäßig mit Doppelklick (statt Einfachklick) geöffnet und nur noch auf „Basislevel“ (statt „Volltext“) indexiert. KDE Connect (Integration Android und Kubuntu per Netzwerk) erstmals stabil und Standard (Version 1.3). |

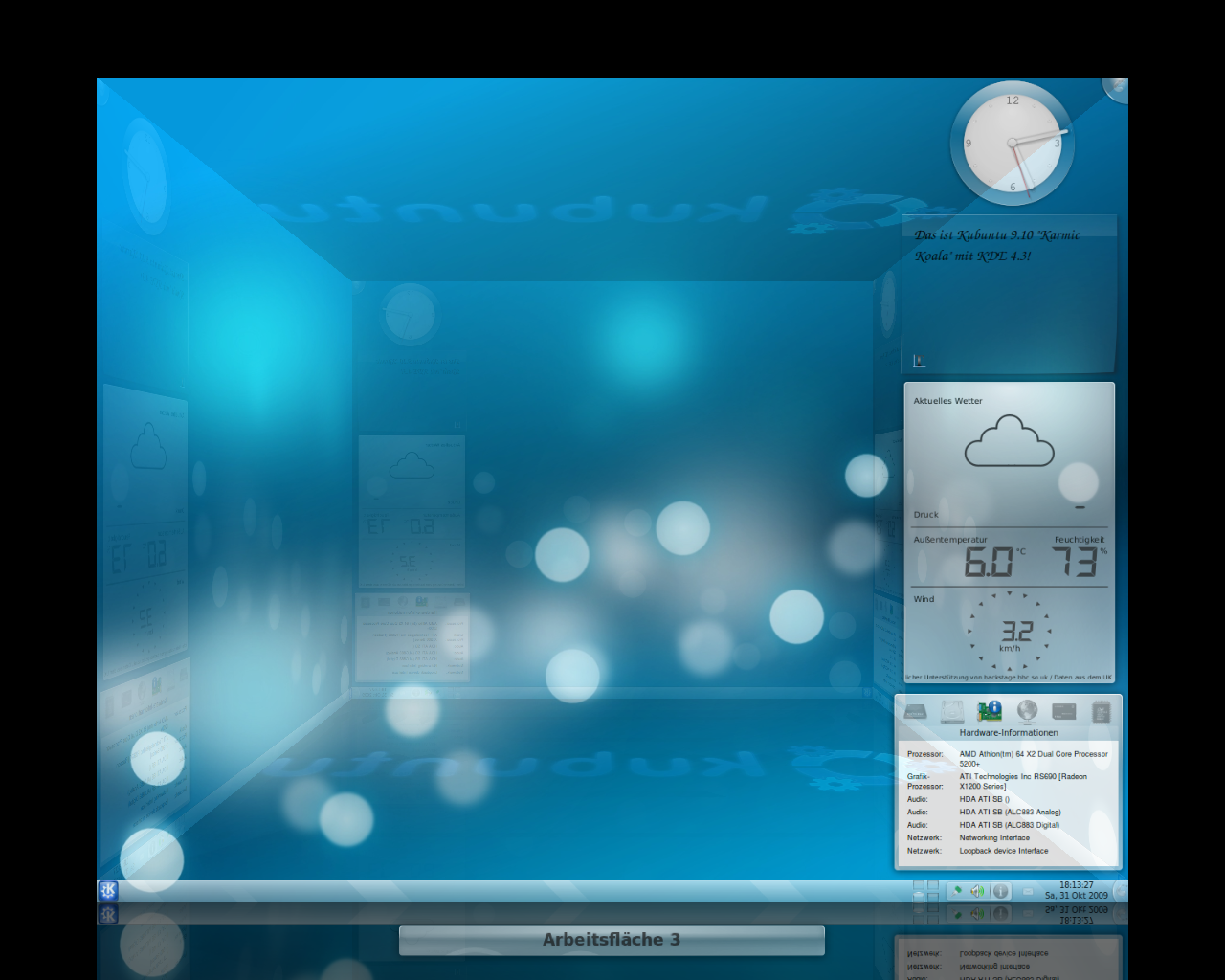
Kubuntu-Desktop mit einigen Effekten

| 18.10 | Cosmic Cuttlefish (Kosmischer Tintenfisch)     | 18. Okt. 2018  | 18. Juli 2019   | 4.18   | 5.13.5         | LibreOffice 6.1.2 und Firefox 63; Kubuntu ist ab dieser Version nicht mehr mit der 32-Bit-Version verfügbar |
| 19.04 | Disco Dingo (Disco-Dingo)                      | 18. Apr. 2019  | Jan. 2020       | 5.0    | 5.15.4         | LibreOffice 6.2.2; Firefox 66; Linux-Kernel 5.0.0. |
| 19.10 | Eoan Ermine (Morgenröte-Hermelin)              | 17. Okt. 2019  | Juli 2020       | 5.3    | 5.16.5         | LibreOffice 6.3; Firefox 69; Wayland per Zusatzpaket nutzbar. |
| 20.04 LTS | Focal Fossa (fokussierende Frettkatze)         | 23. Apr. 2020  | Apr. 2023       | 5.4    | 5.18 LTS       | LibreOffice 6.4; Firefox 75; Thunderbird (Version 68) löst KMail und Elisa löst Cantata als Standardprogramm ab. |
| 20.10 | Groovy Gorilla (fetziger Gorilla)              | 22. Okt. 2020  | Juli 2021       | 5.8    | 5.19           | LibreOffice 7.0.2; Firefox 81; Thunderbird 78 |
| 21.04 | Hirsute Hippo (struppiges Flusspferd)          | 22. Apr. 2021  | Jan. 2022       | 5.11   | 5.21           | LibreOffice 7.1; Firefox 87; Thunderbird 78.8.1 |
| 21.10 | Impish Indri (schelmischer Lemur)              | 15. Okt. 2021  | Juli 2022       | 5.13   | 5.22.5         | KDE Gear 21.08; Firefox 92; LibreOffice 7.2.1; Thunderbird 91 |
| 22.04 LTS | Jammy Jellyfish (glückliche Qualle)            | 21. Apr. 2022  | Apr. 2025       | 5.15   | 5.24 LTS       | KDE Gear 21.12; Firefox 99; LibreOffice 7.3.2 |
| 22.10 | Kinetic Kudu (kinetischer Kudu)                | 20. Okt. 2022  | 20. Juli 2023   | 5.19   | 5.25           | KDE Gear 22.08; Firefox 105; LibreOffice 7.4 |
| 23.04 | Lunar Lobster (Mondhummer)                     | 20. Apr. 2023  | Jan. 2024       | 6.2    | 5.27 LTS       | KDE Gear 22.12; Firefox 111; LibreOffice 7.5 |
| 23.10 | Mantic Minotaur (seherischer Minotauros)       | 17. Okt. 2023  | Juli 2024       | 6.5    | 5.27 LTS       | KDE Gear 23.08; Firefox 118; LibreOffice 7.6.2 |
| 24.04 LTS | Noble Numbat (Edler Numbat)                    | 25. Apr. 2024  | Apr. 2027       | 6.8    | 5.27 LTS       | KDE Gear 23.08.5; Firefox 125; LibreOffice 24.2; Thunderbird 115; Synaptic ersetzt Muon; Wayland nach wie vor nicht standardmäßig aktiviert. |
| 24.10 | Oracular Oriole (Orakelhafter Pirol)           | 10. Okt. 2024  | Juli 2025       | 6.11   | 6.1.5          | KDE Gear 24.08, teilweise auch 23.08 oder 24.05; Firefox 131; LibreOffice 24.8; Wayland als Standard. |
| 25.04 | Plucky Puffin (Mutiger Lund)                   | 17. Apr. 2025  | Jan. 2026       | 6.14   | 6.3            | KDE Gear 24.12.3; Firefox 137; LibreOffice 25.2. |
| 25.10 | Questing Quokka                                | 9. Okt. 2025   | Juli 2026       |        |                | Keine Unterstützung von X11 mehr (nur noch Wayland). |
| Legende:Ältere Version; nicht mehr unterstütztÄltere Version; noch unterstütztAktuelle VersionZukünftige Version |                                                |                |                 |        |                | |

## Verbreitung
42.000 Schulen von etwa 4000 Städten und Gemeinden in Brasilien sind auf Kubuntu-Systeme umgestellt worden. In der Entwicklung des Basisclient 5.0 im Projekt LiMux der Stadt München wurde auf Kubuntu 12.04 LTS mit KDE 4.11 migriert; dies betraf rund 14.800 Arbeitsplatzrechner. Ende November 2017 wurde vom Stadtrat beschlossen, das Projekt zu beenden und alle Rechner bis zum Jahr 2020 wieder auf Windows umzustellen. Die Stadtverwaltung von Taipeh ersetzt Windows durch Kubuntu auf 10.000 Rechnern in Schulen. Das französische Parlament verwendet seit 2007 auf 1.154 Rechnern Kubuntu. Zum Beginn der XIV. Legislaturperiode (20. Juni 2012) konnten die Abgeordneten selbst zwischen Linux und Windows wählen.
Die Kanarischen Inseln haben in allen Schulen sowie auf den Rechnern der größten örtlichen Universität Derivate von Kubuntu installiert.